# Museum Het Schip
Amsterdamse School Museum Het Schip is een museum in Amsterdam-West, gevestigd in het huizenblok met dezelfde naam. Het museum is gewijd aan de Amsterdamse School. Het gebouw, ontworpen door architect Michel de Klerk, wordt beschouwd als een vooraanstaand voorbeeld van deze bouwstijl.

## Beschrijving
Het Schip is een van de drie blokken arbeiderswoningen aan het Spaarndammerplantsoen in de Spaarndammerbuurt die zijn ontworpen door Michel de Klerk in de stijl van de Amsterdamse School. De blokken werden in de periode 1914-1921 gebouwd. De woningen werden verhuurd door woningcorporatie Eigen Haard en waren 'paleizen voor de arbeiders'. Niet eerder was er zoveel zorg besteed aan de vormgeving van arbeiderswoningen. Ook een postkantoor was onderdeel van het blok.
Nadat het postkantoor in 1999 werd gesloten, was hier vanaf 2001 t/m 2016 het Museum Het Schip gevestigd. Het museum bestond uit het voormalige postkantoor, een museumwoning die een indruk geeft van hoe de arbeiders hier in de jaren 1920 woonden, en een museumruimte met informatie over de geschiedenis van het gebouw en de Amsterdamse School. In 2005 werd een lunchroom geopend in een voormalige winkel. Hier was ook een fototentoonstelling van gebouwen in de Amsterdamse School te zien.
Sinds juli 2016 is het schoolgebouw dat onderdeel is van het bouwblok na verbouwing in gebruik genomen als museumgebouw, met daarin een de tentoonstelling 'Amsterdamse School, Verbeelde Idealen', ruimte voor wisselende tentoonstellingen, een lunchroom en een museumwinkel. Op het vroegere schoolplein in het bouwblok is een collectie straatmeubilair in de stijl van de Amsterdamse School te bezichtigen.
In een container op het vroegere schoolplein is het interieur van een krotwoning van vóór de Woningwet gereconstrueerd, met de titel 'Ik moet naar een kleinere woning omzien, want mijn gezin wordt te groot'.
Amsterdamse School Museum Het Schip geeft dagelijks rondleidingen en op zaterdag lange rondleidingen door de buurt. Op zondag zijn er rondleidingen door het Scheepvaarthuis (sinds 2007 Grand Hotel Amrâth Amsterdam).
Sinds mei 2012 is er een dependance in Amsterdam-Zuid, het Museum De Dageraad in het woningencomplex De Dageraad aan de Burgemeester Tellegenstraat 128.

## Afbeeldingen

### Gevel en binnenplaats

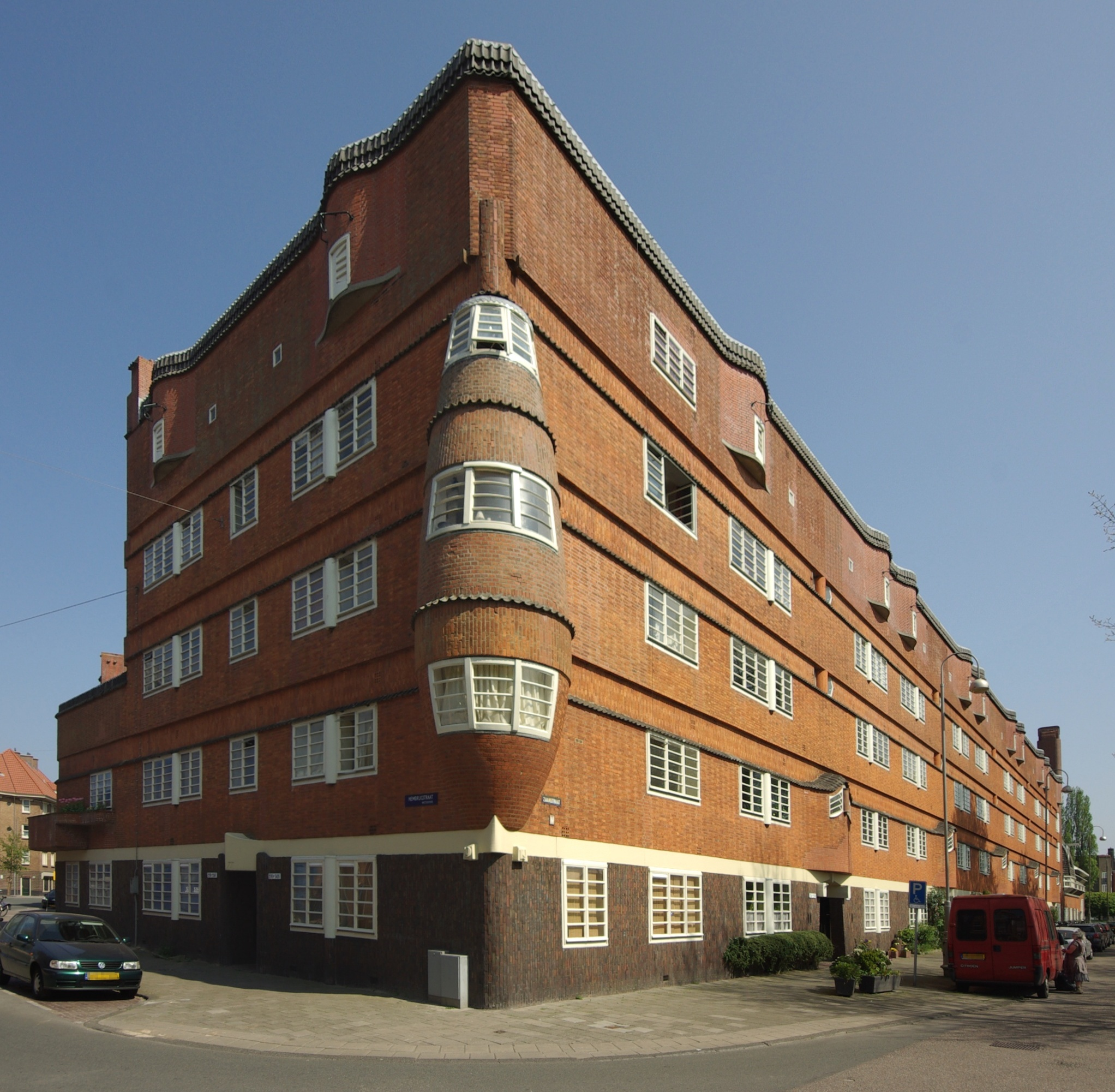
Het Schip, hoek Hembrugstraat/Zaanstraat
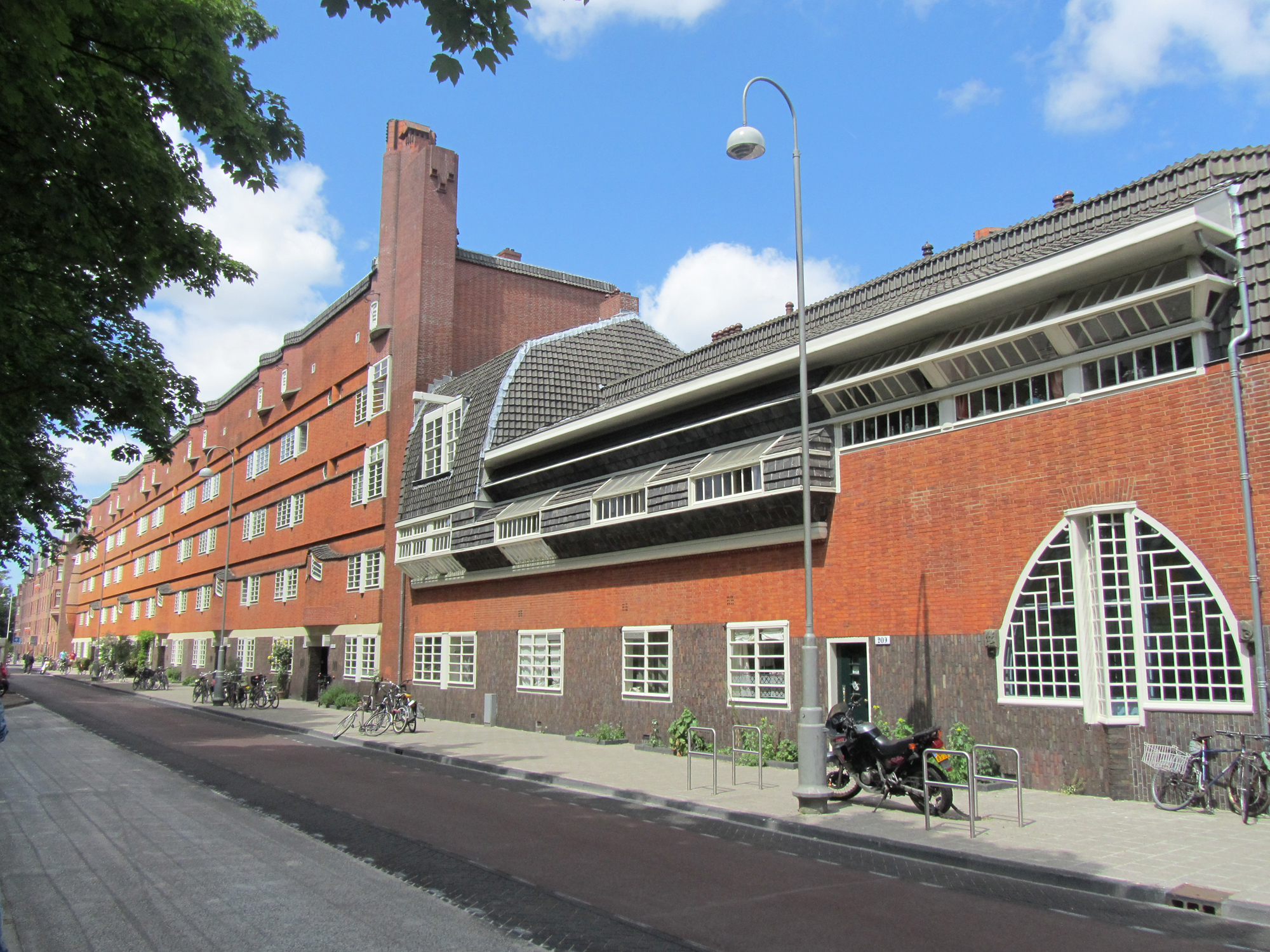
Het Schip gezien vanaf de Zaanstraat met vooraan het vroegere postkantoor
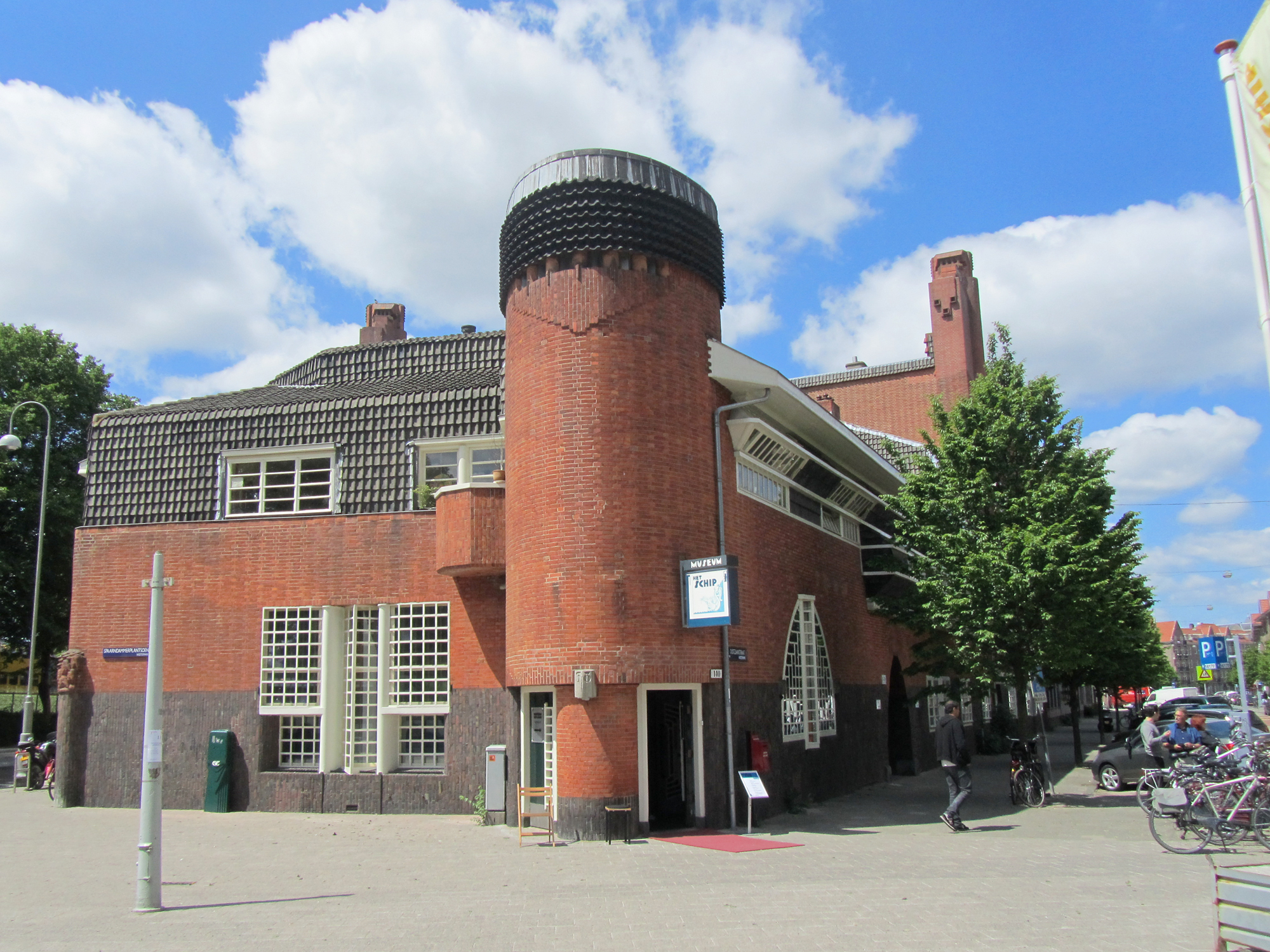
Postkantoor en ingang van het museum
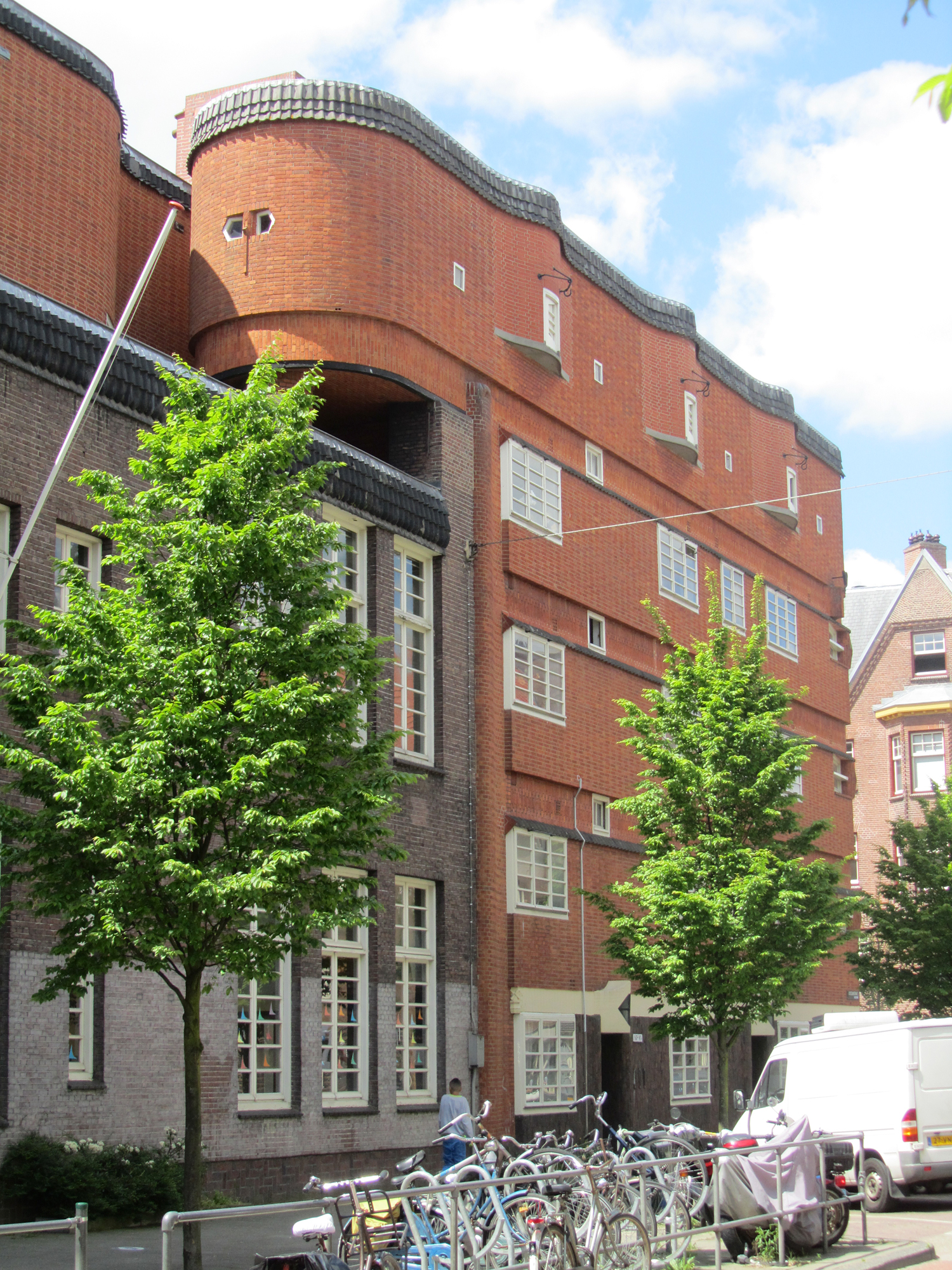
Noordoostgevel, Oostzaanstraat

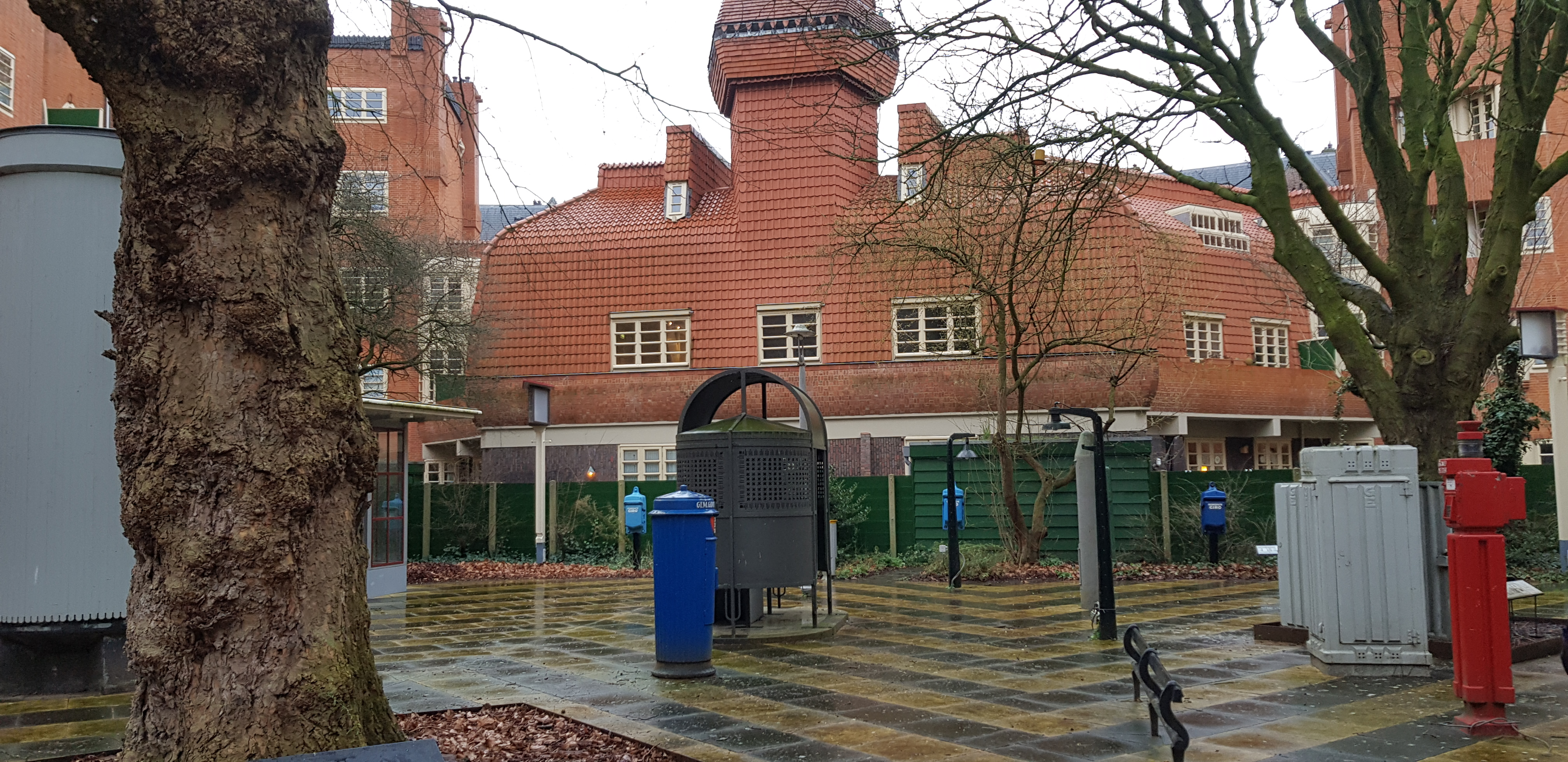
Binnenplaats met straatmeubilair zoals een toilet
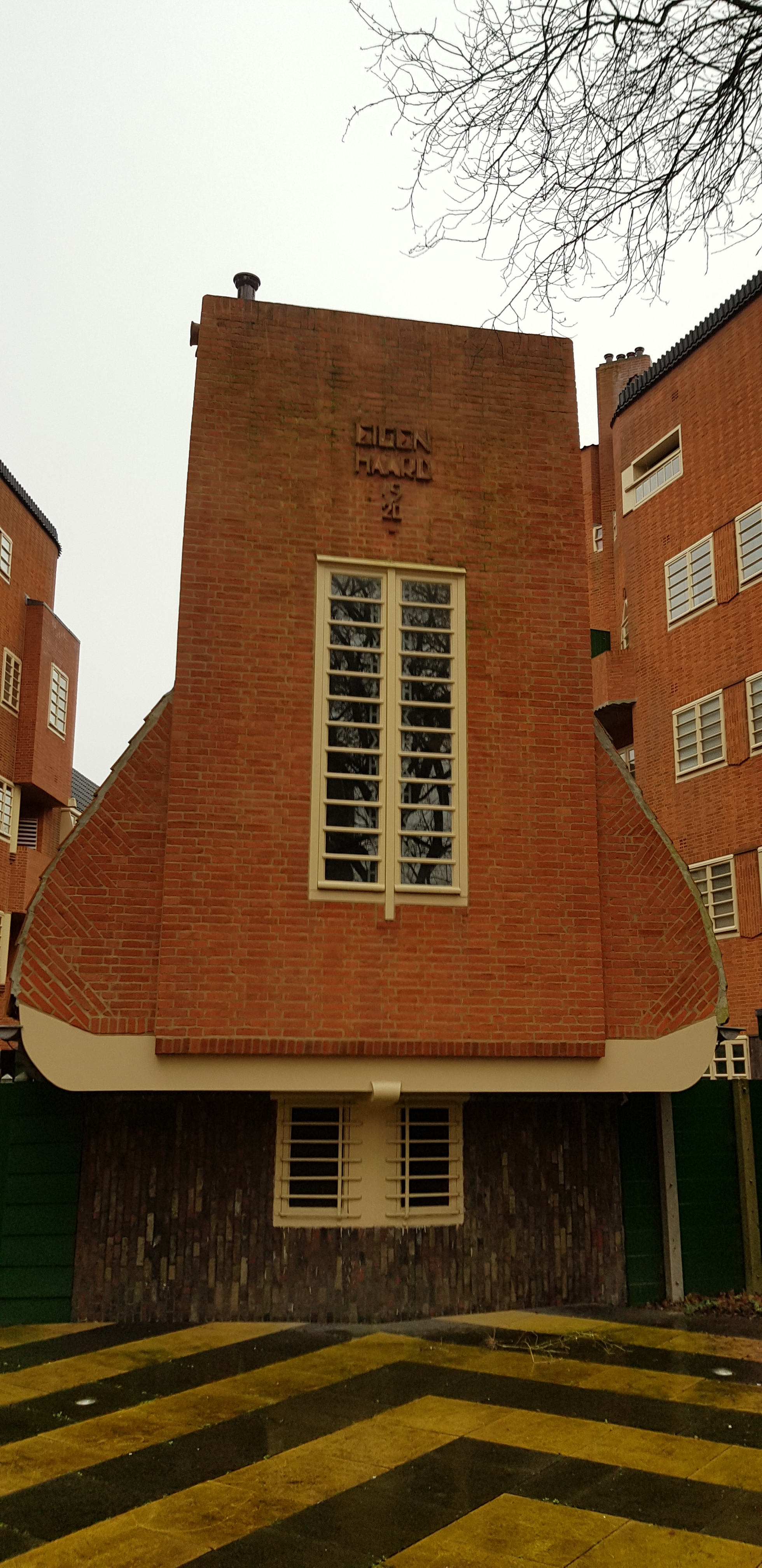
Binnenplaats met ornament van woningbouwvereniging Eigen Haard
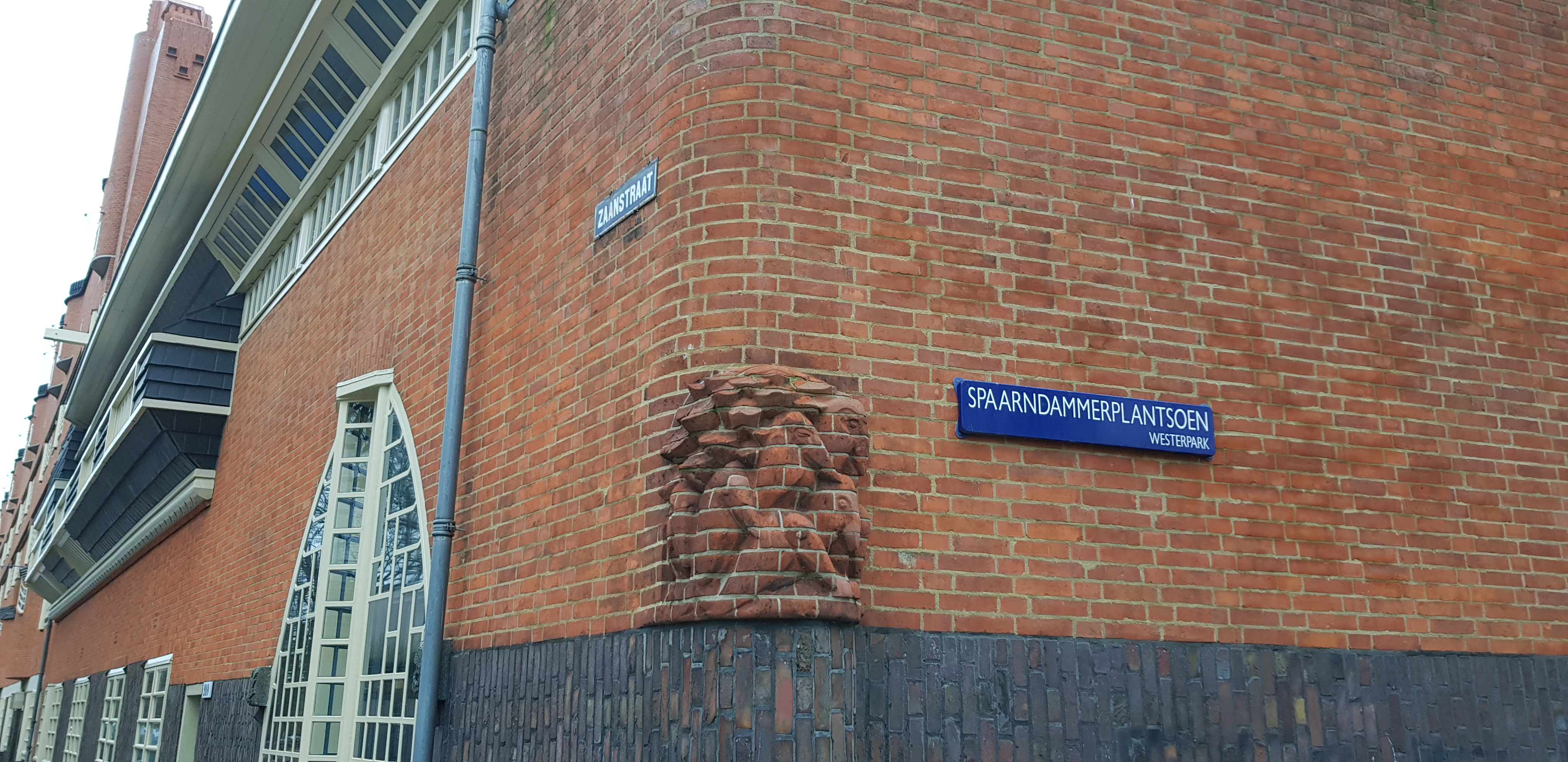
Hoek Zaanstraat - Spaarndammerplantsoen met een sculptuur in baksteen

### School

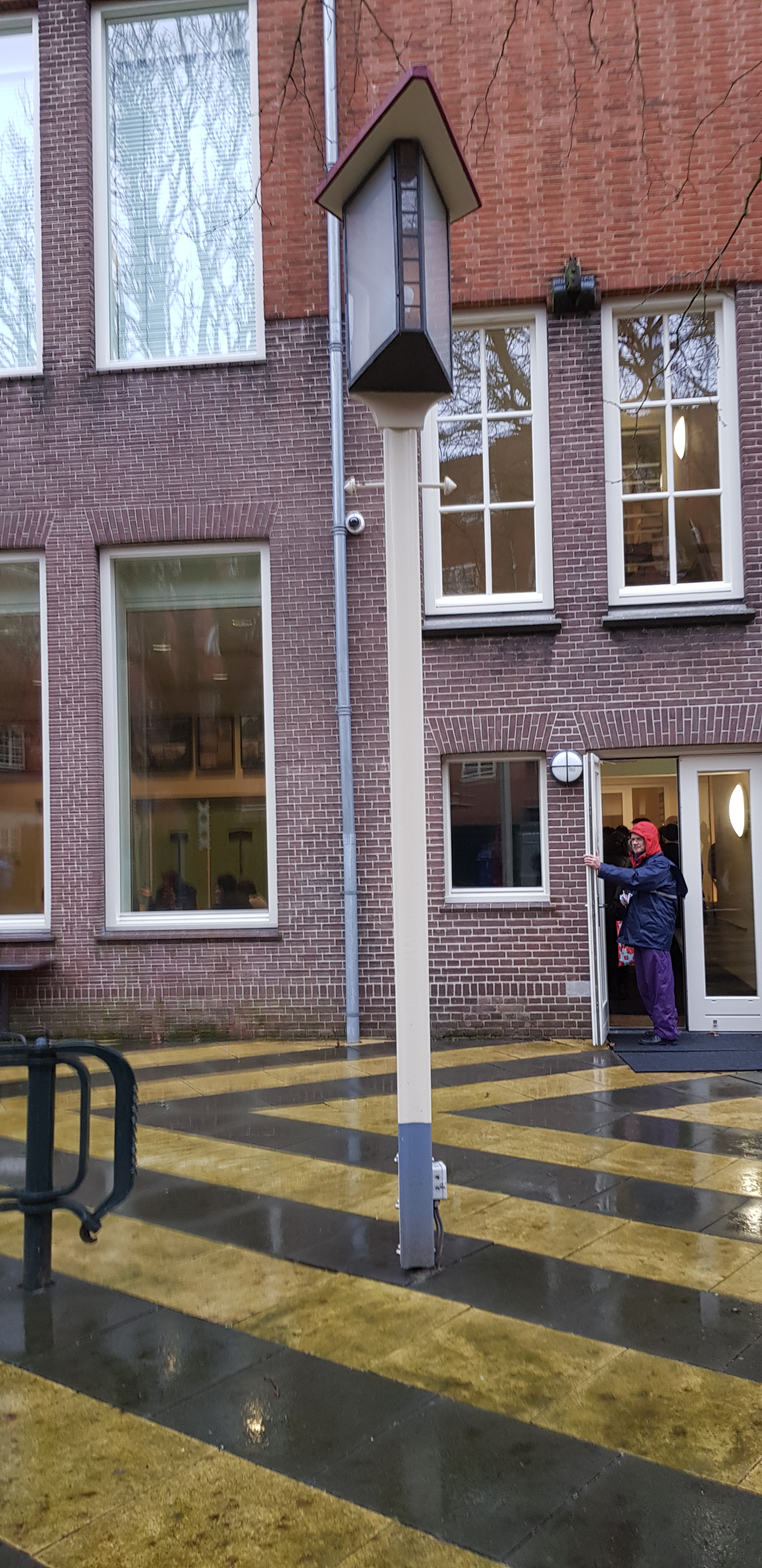
Binnenplaats met lantaren en ingang van de school
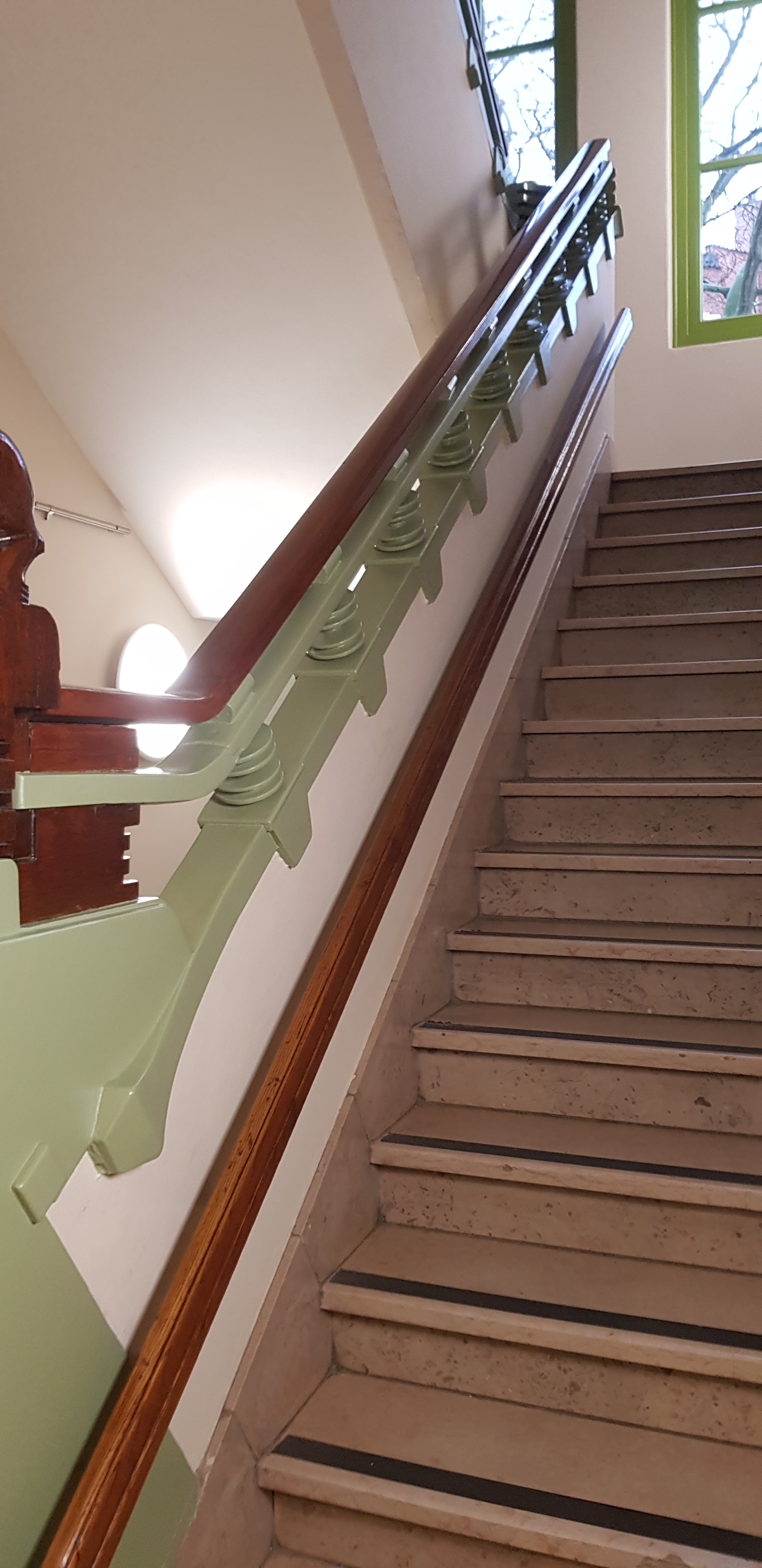
Trap met houten ornament en schijven in de leuning
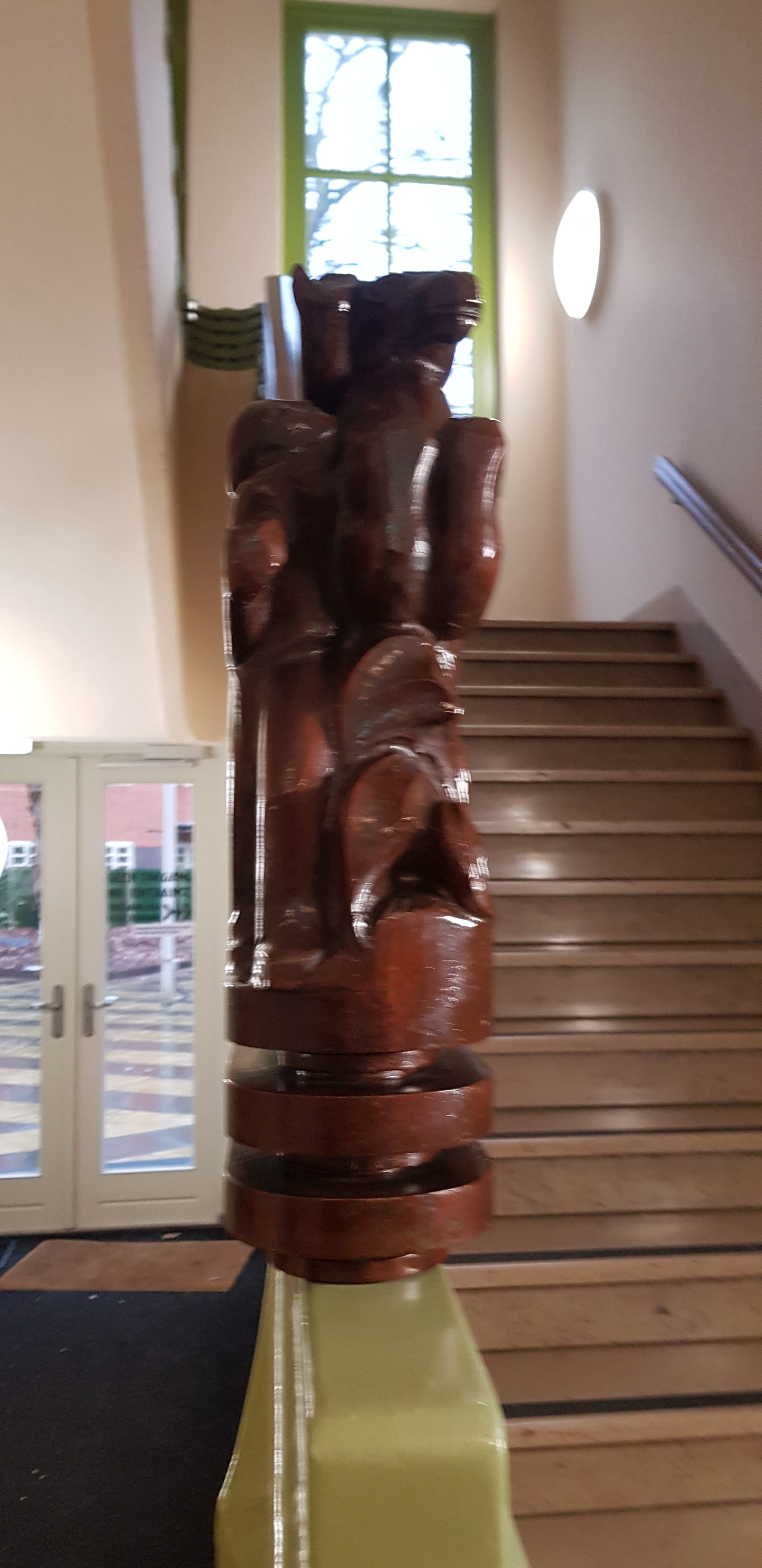
Trap met houten ornament

### Postkantoor

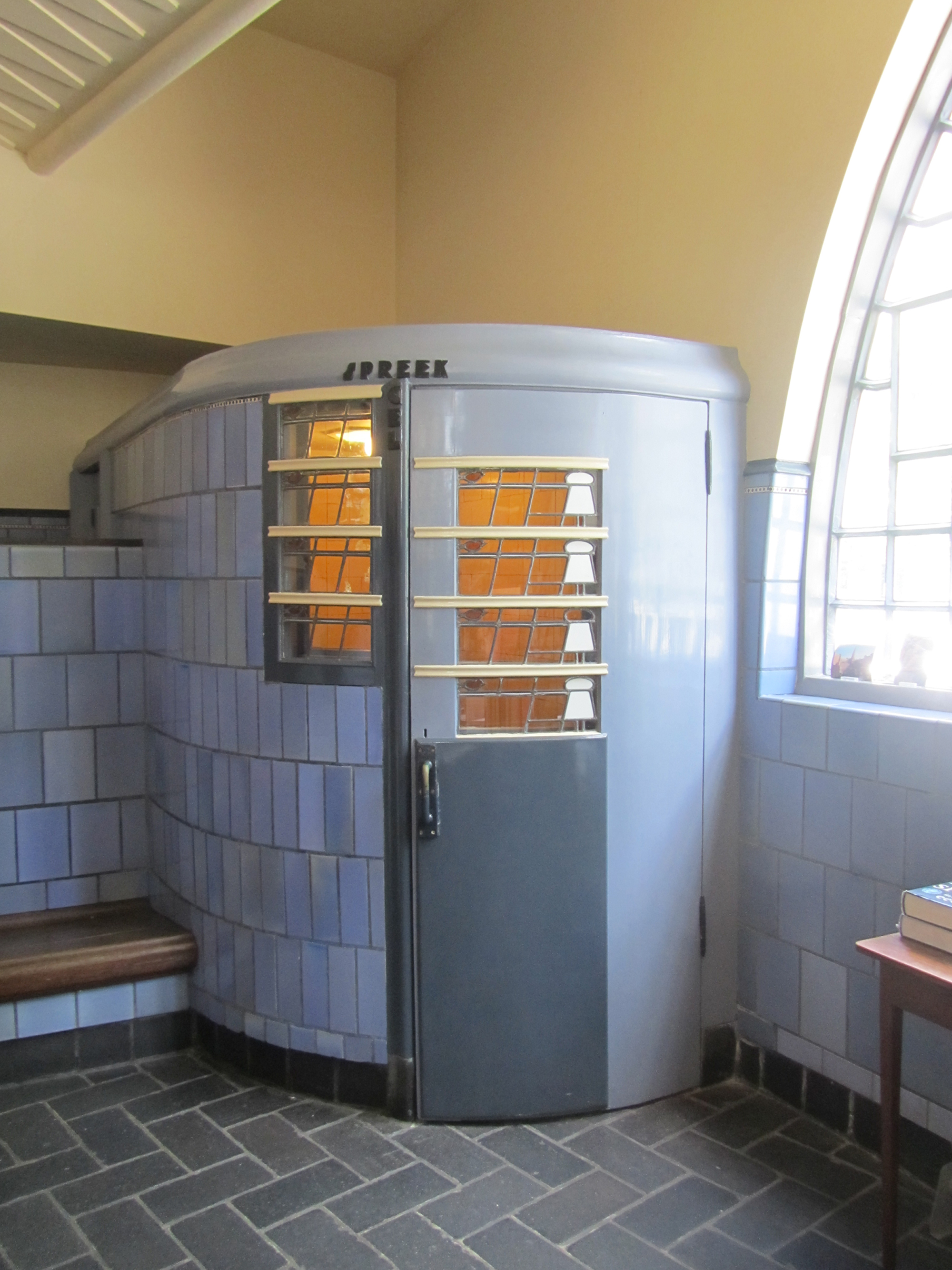
Telefooncel
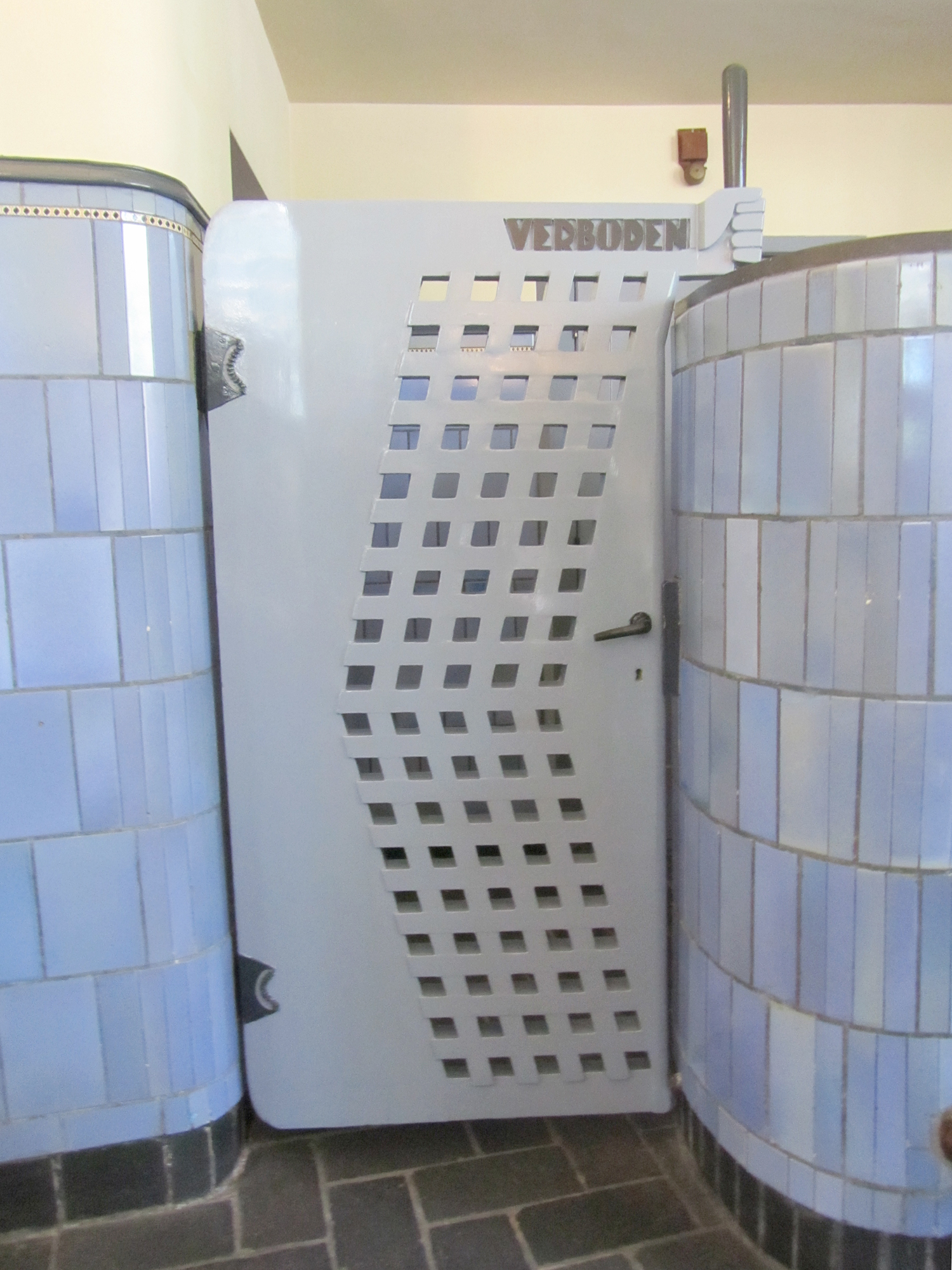
Deur naar afgesloten gedeelte
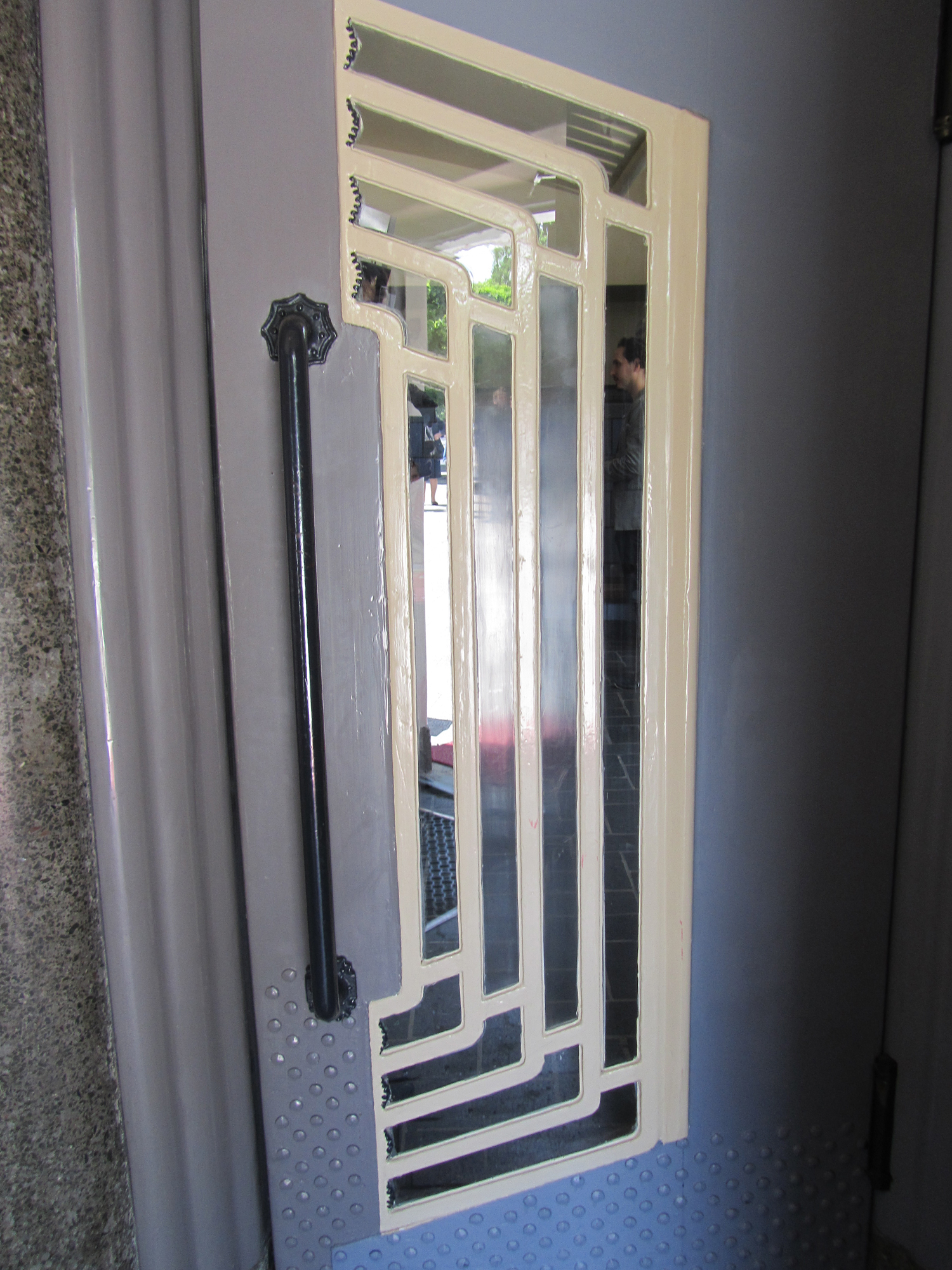
Voordeur
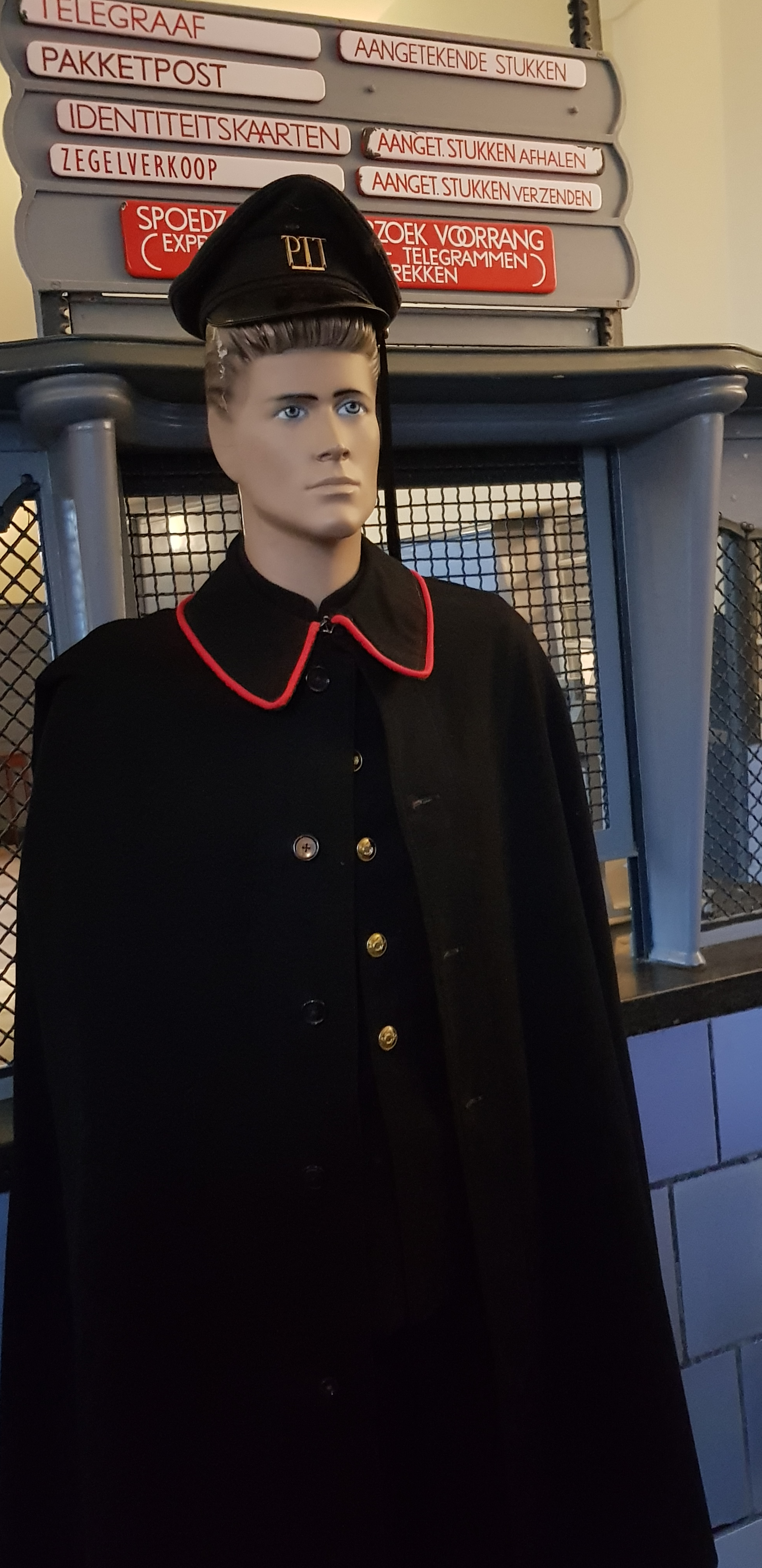
Pop van een ambtenaar van de Post

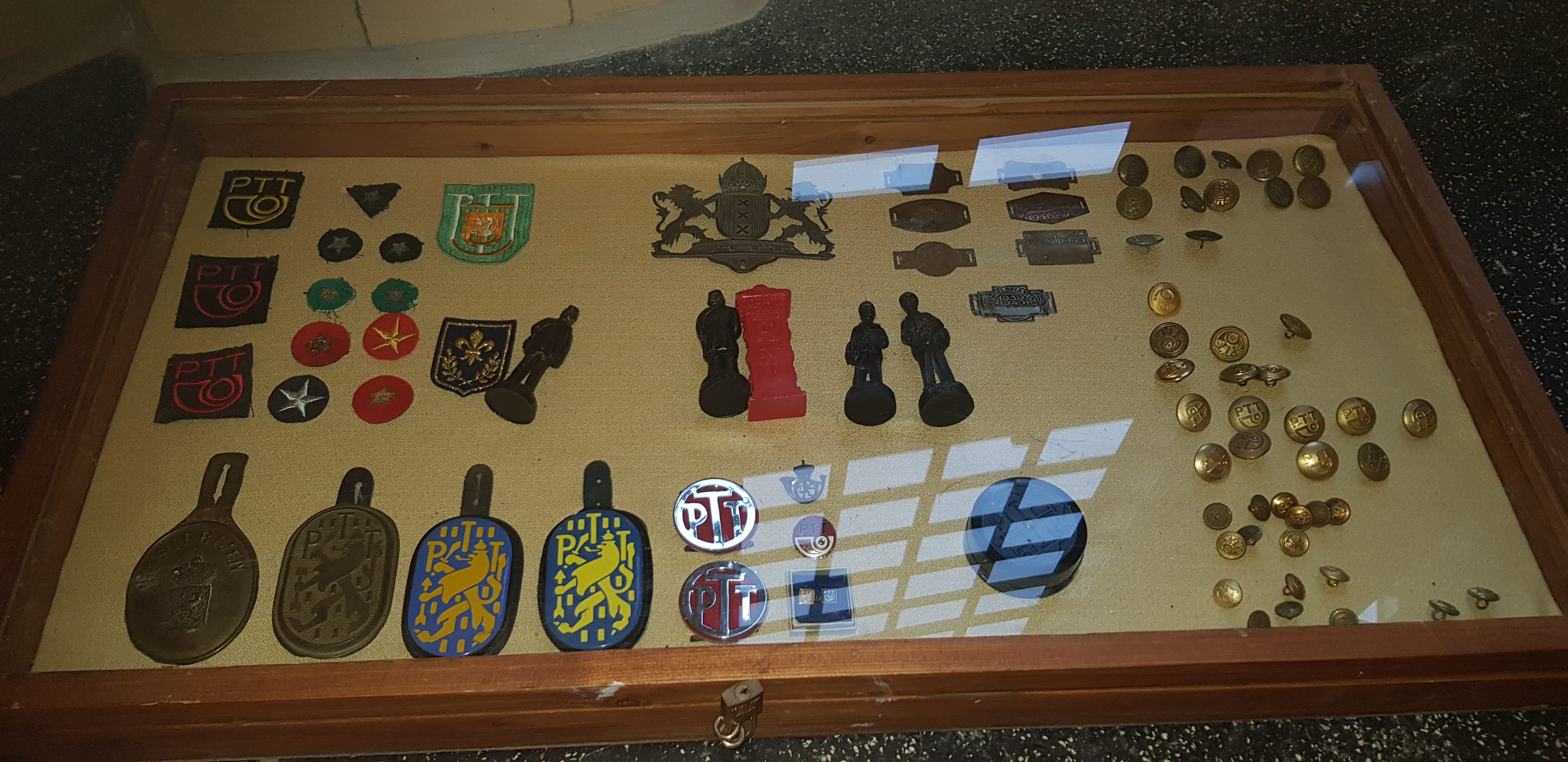
Tentoonstelling. Textielen PTT-merken voor uniformen, metalen knopen met PTT-opschrift
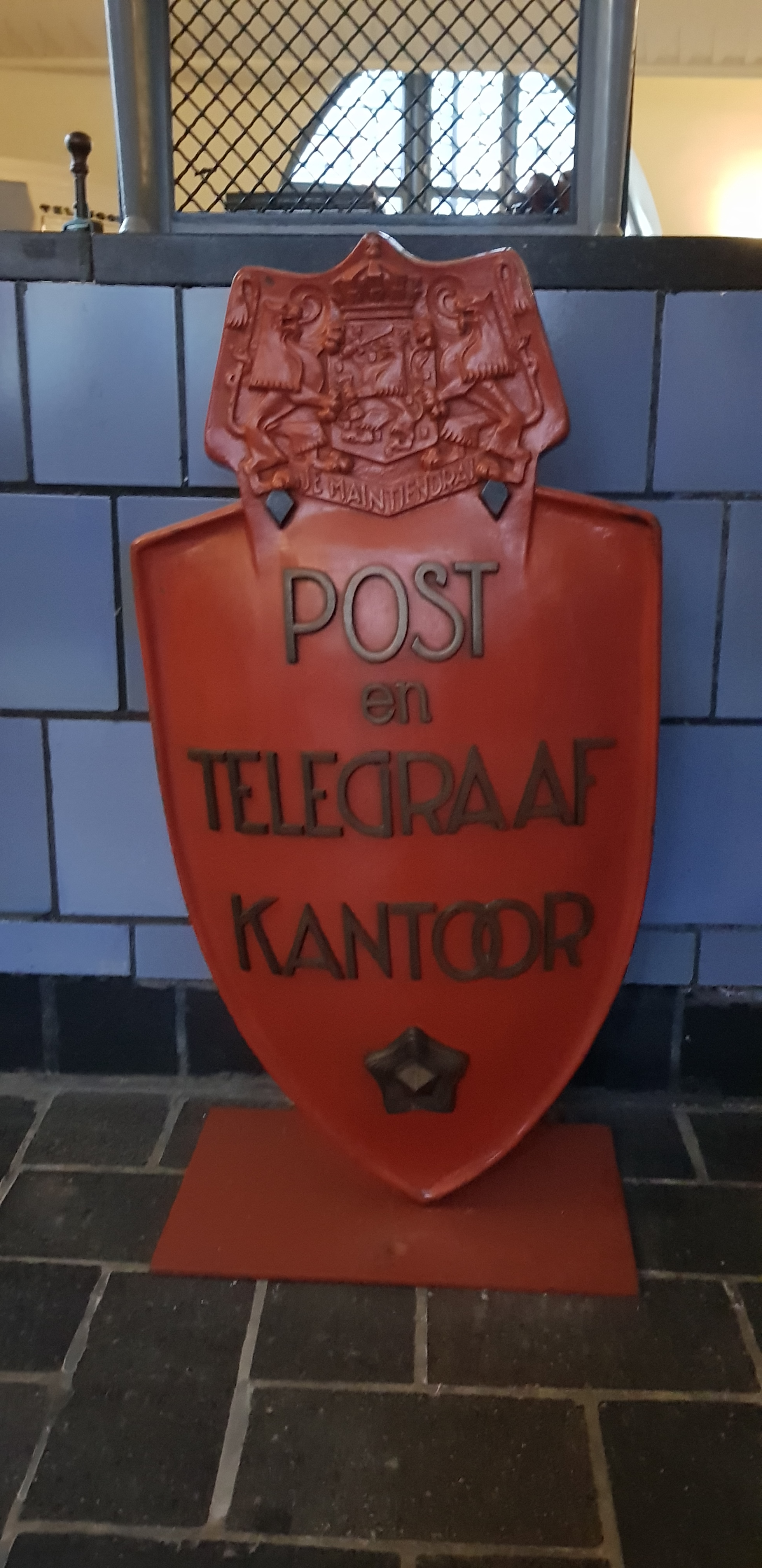
Schild "Post en Telegraaf Kantoor"
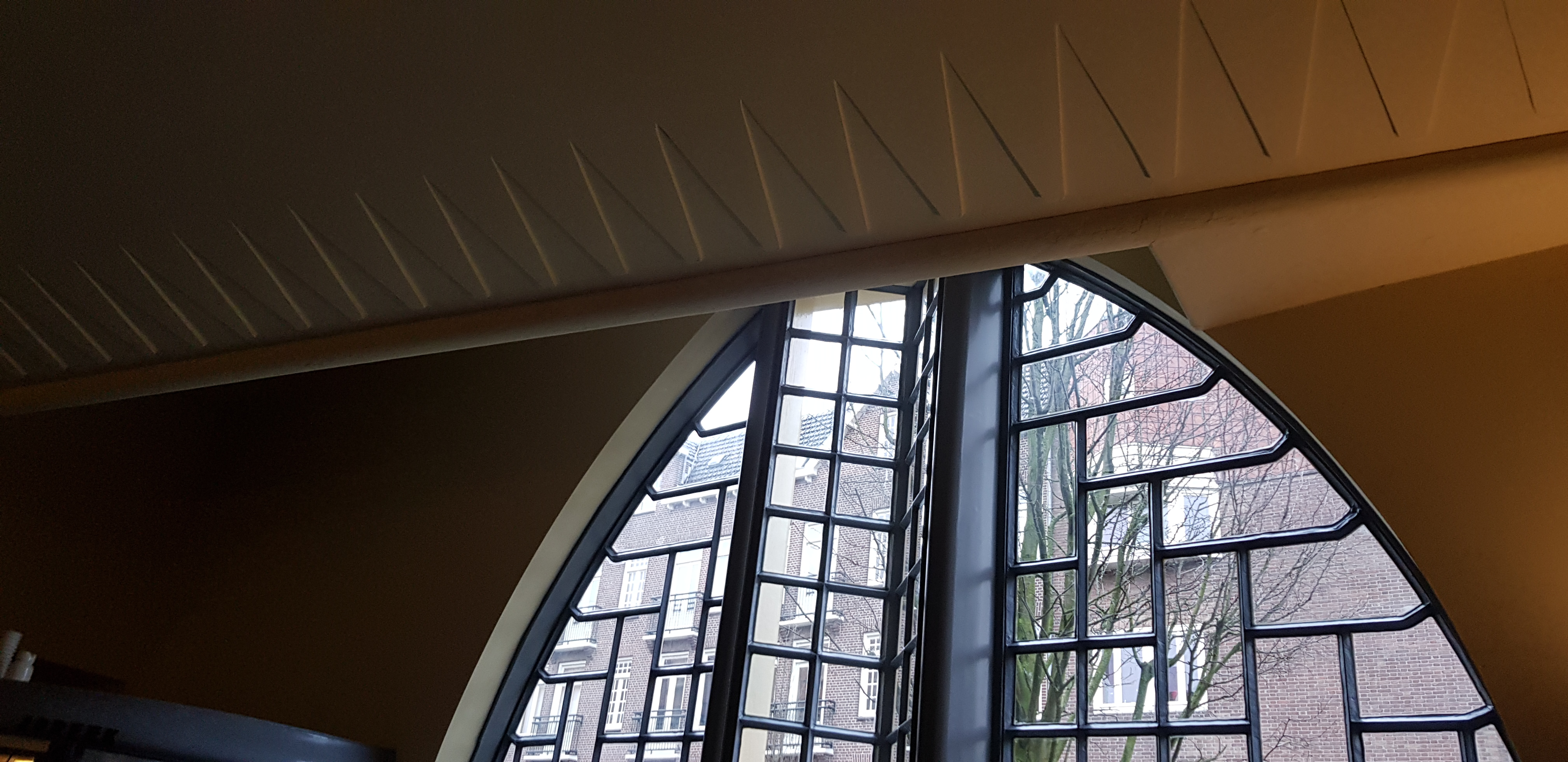
Plafond met kartelranddecoratie als van een postzegel
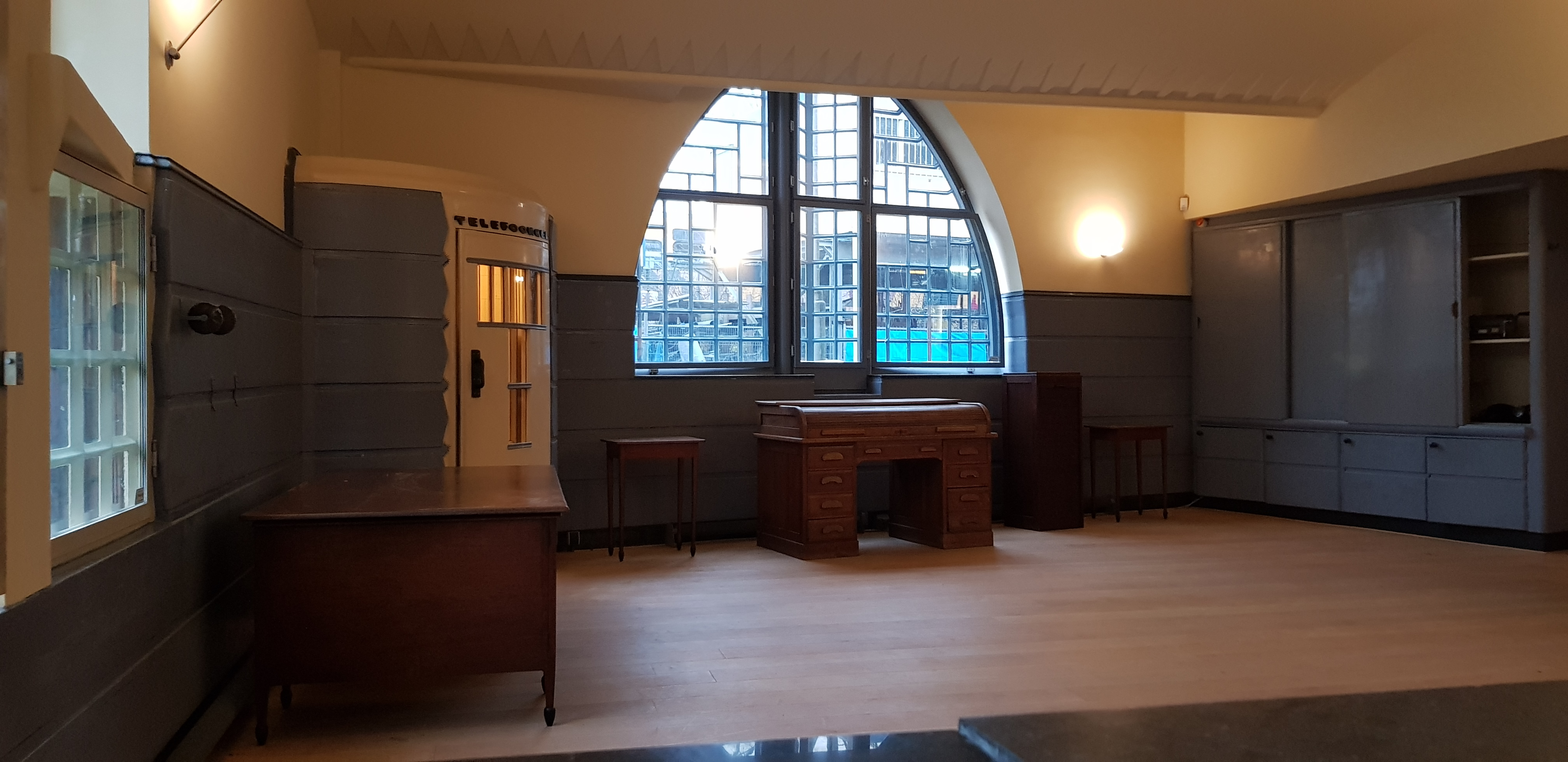
Hal met telefooncel en bureau, gezien vanaf de balie
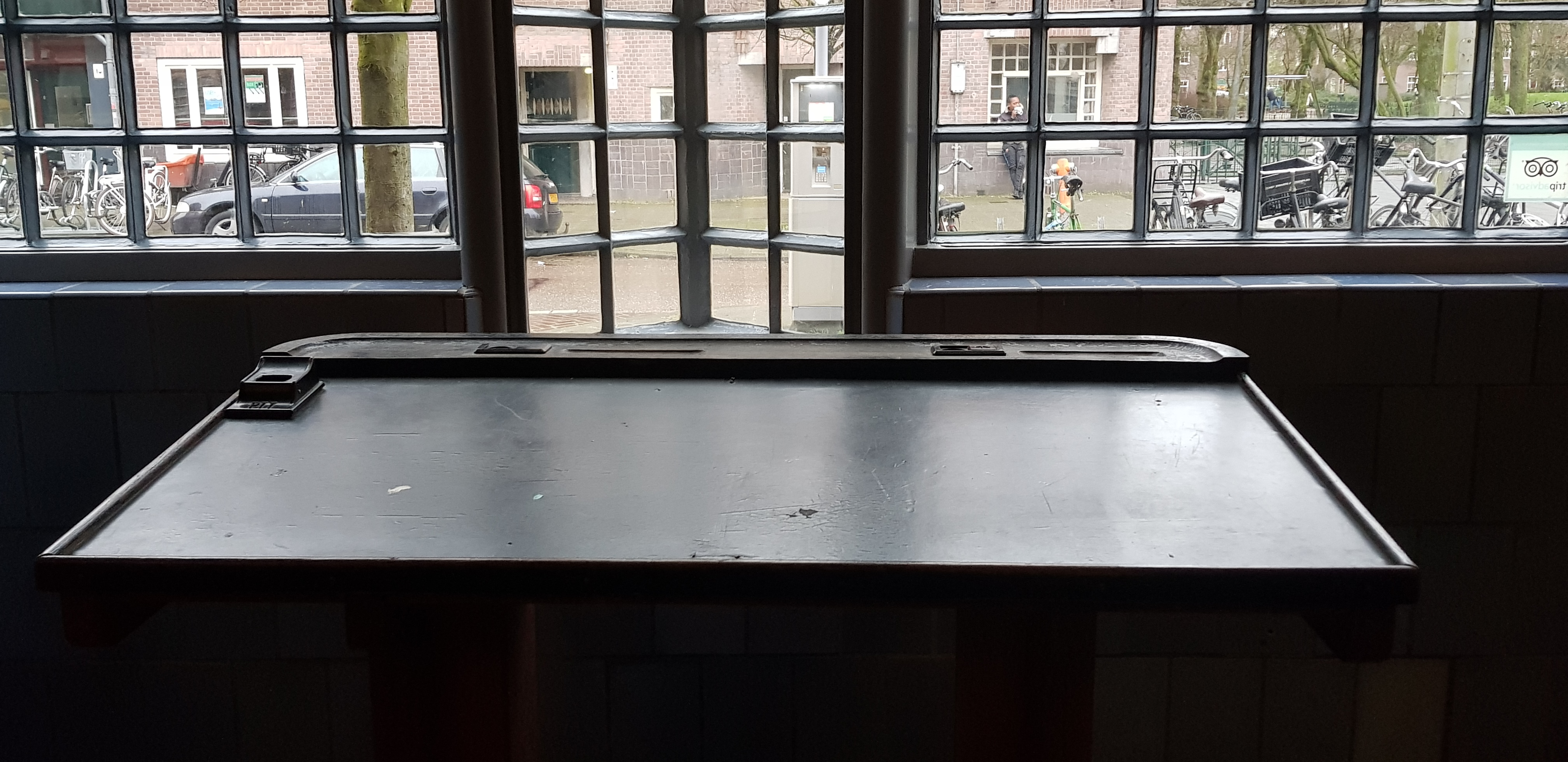
Schrijftafel voor het uitstekende raamkozijn

### Krotwoning

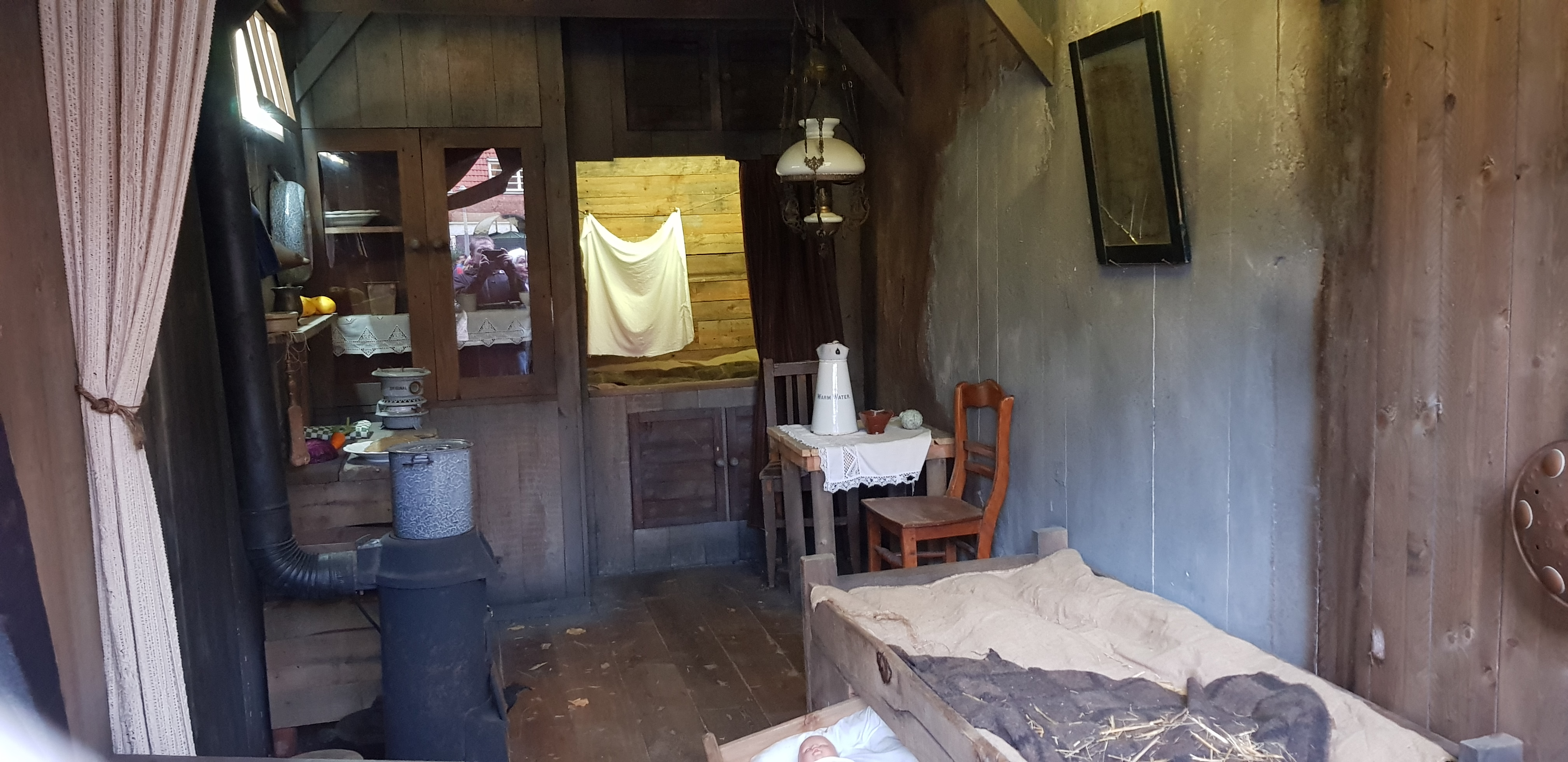
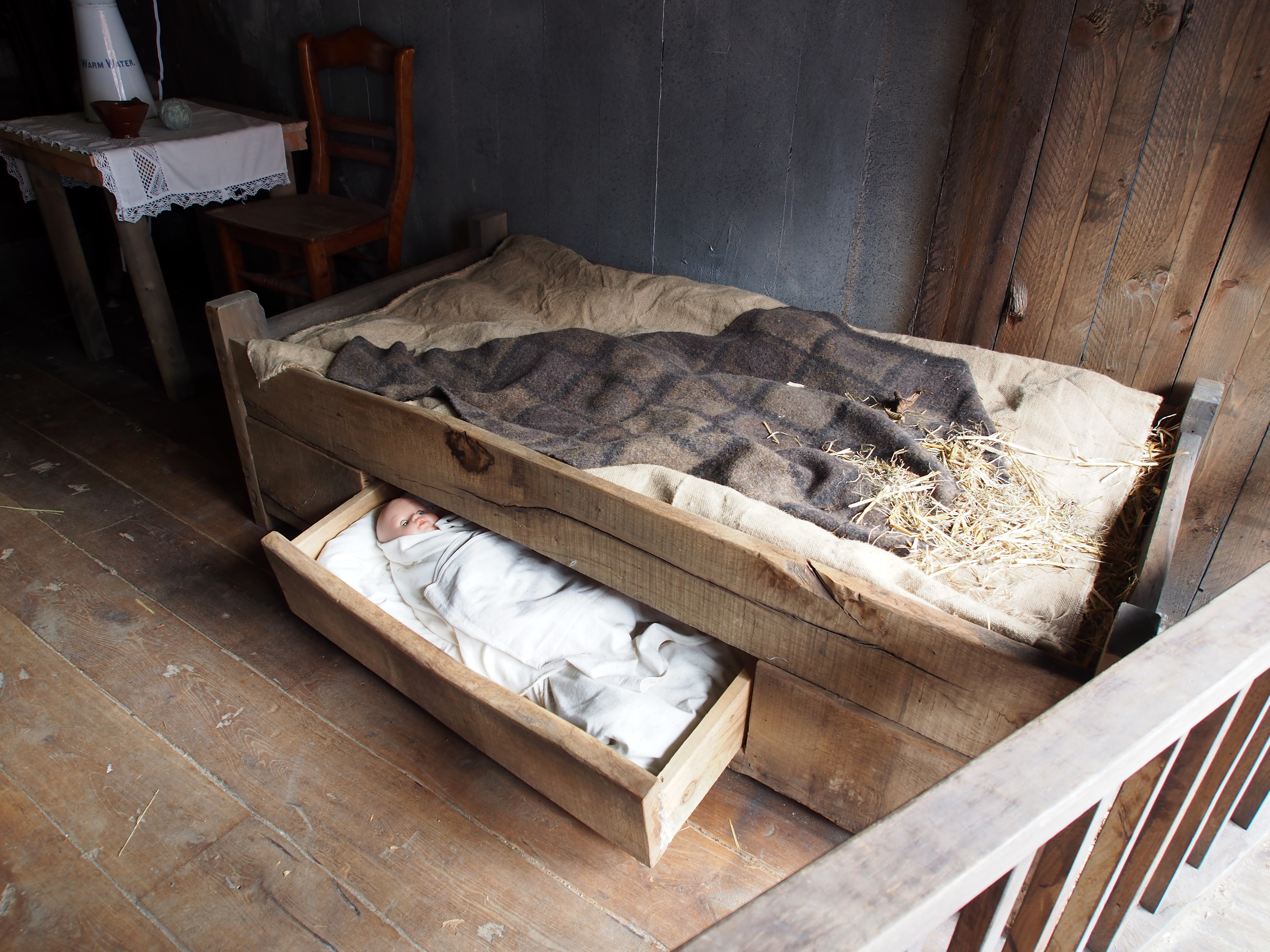

### Museumwoning

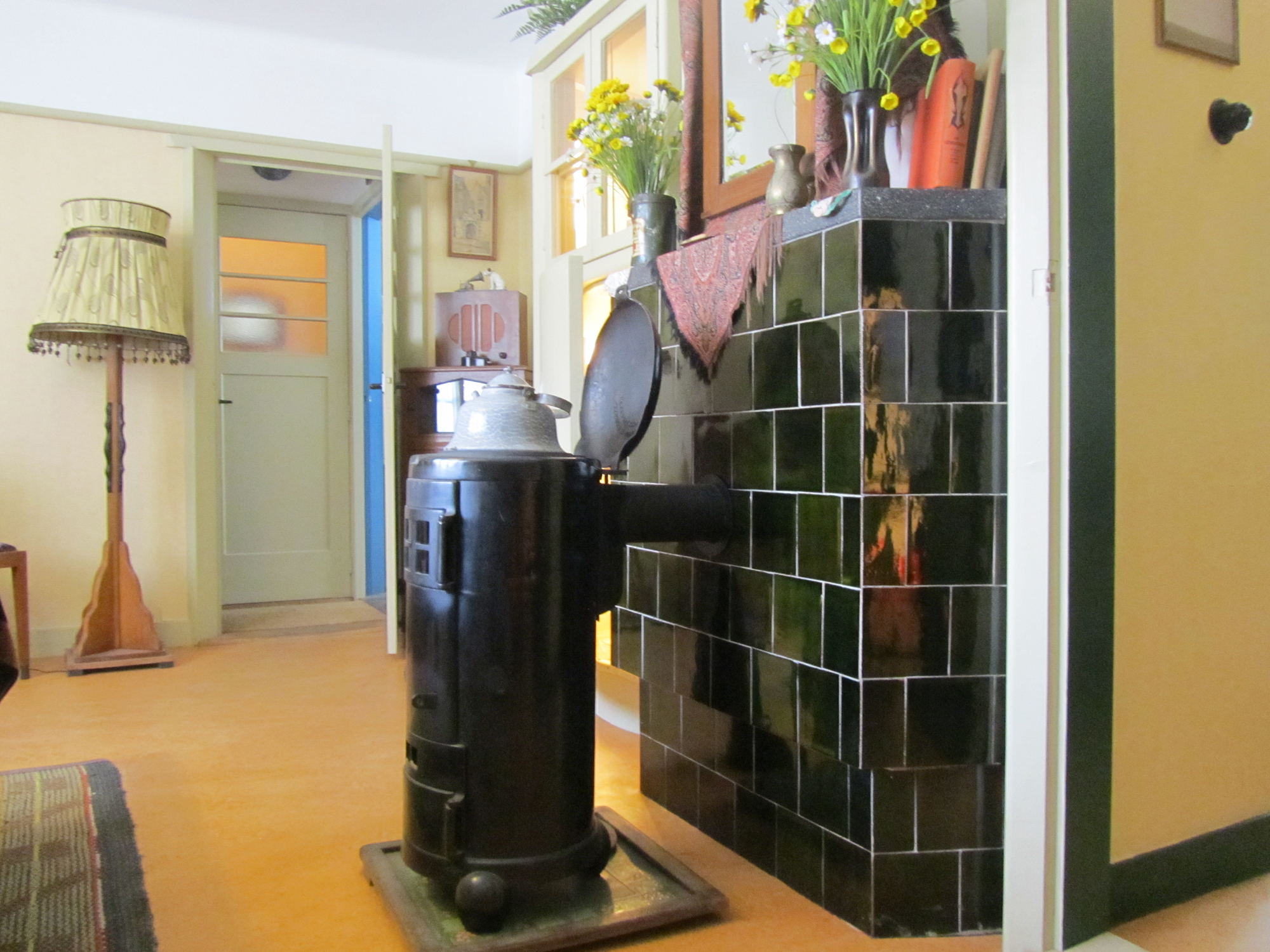
Woonkamer
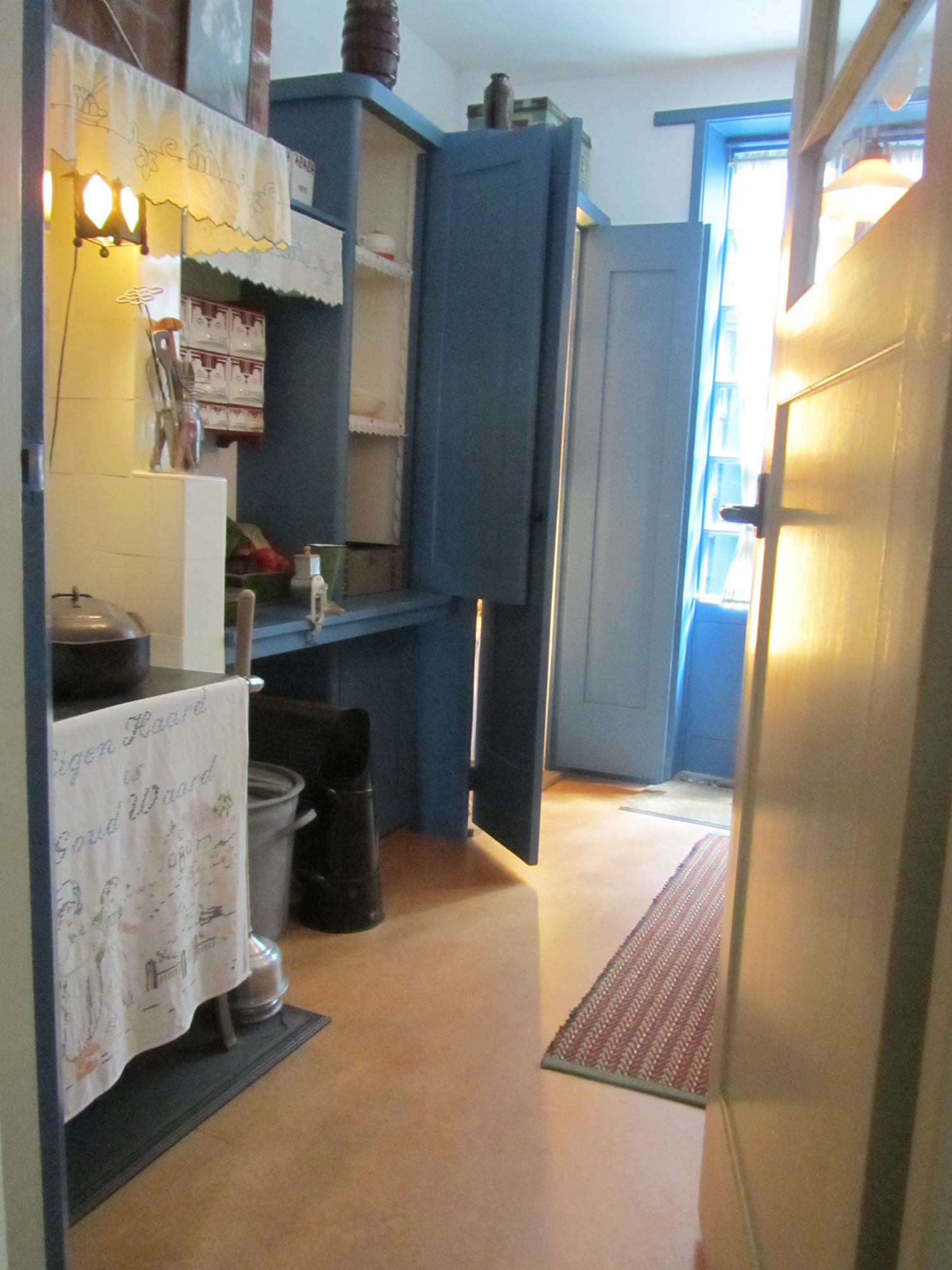
Keuken
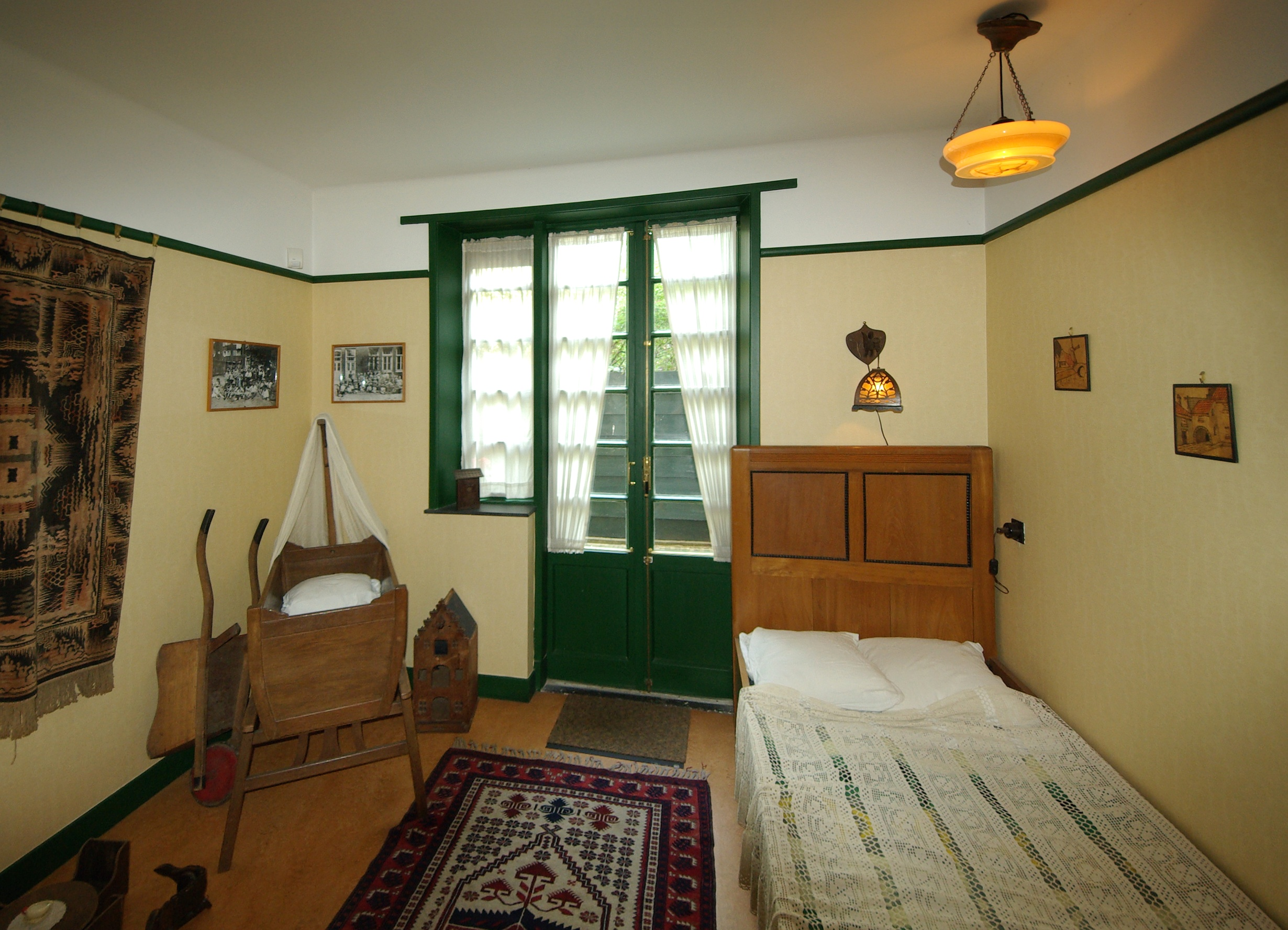
Slaapkamer

### Straatmeubilair

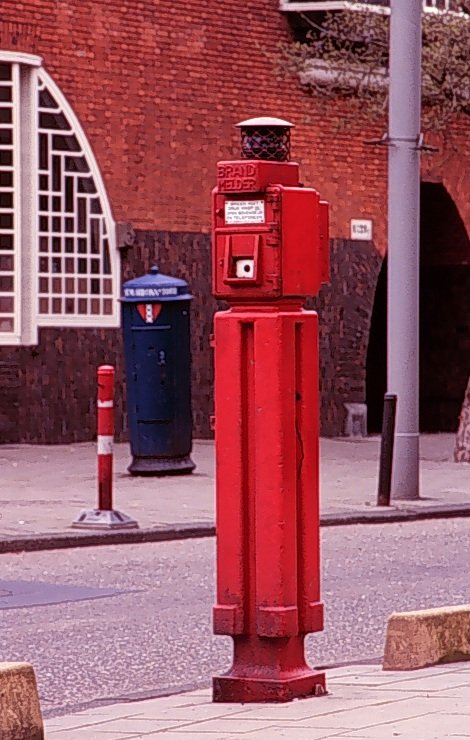
Brandmelder in de stijl van de Amsterdamse School. Foto: bma.amsterdam.nl.
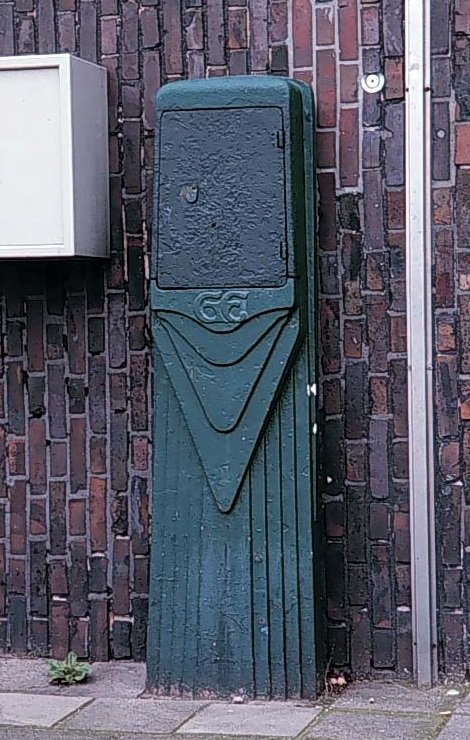
Meterkast in de stijl van de Amsterdamse School. Foto: bma.amsterdam.nl.
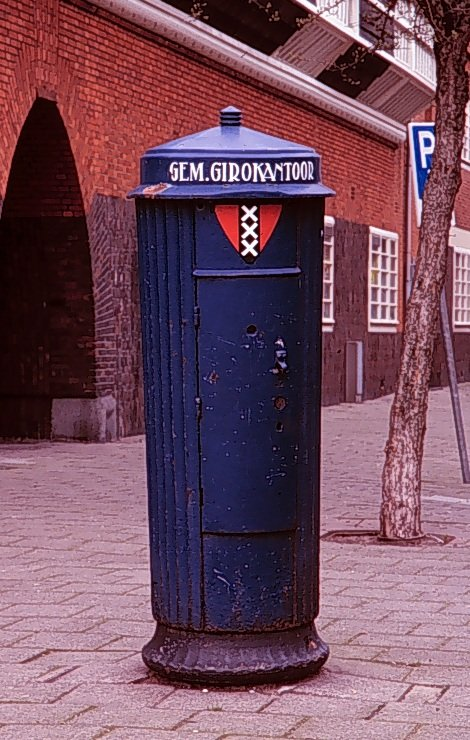
Staande bus Gemeentegiro in de stijl van de Amsterdamse School. Foto: bma.amsterdam.nl.
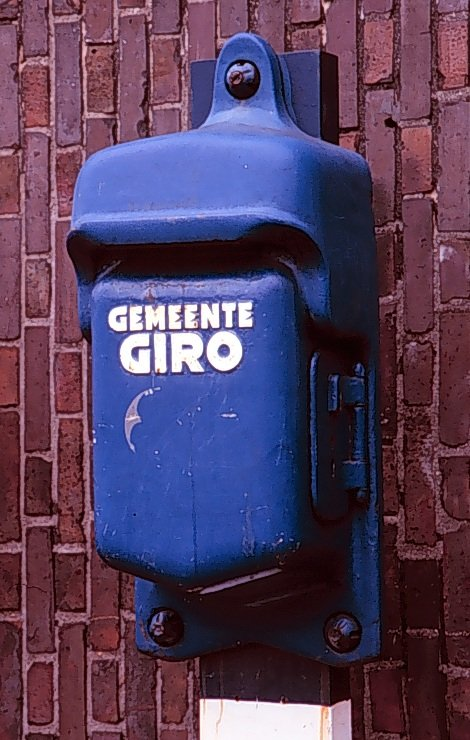
Hangende bus Gemeentegiro in de stijl van de Amsterdamse School. Foto: bma.amsterdam.nl.
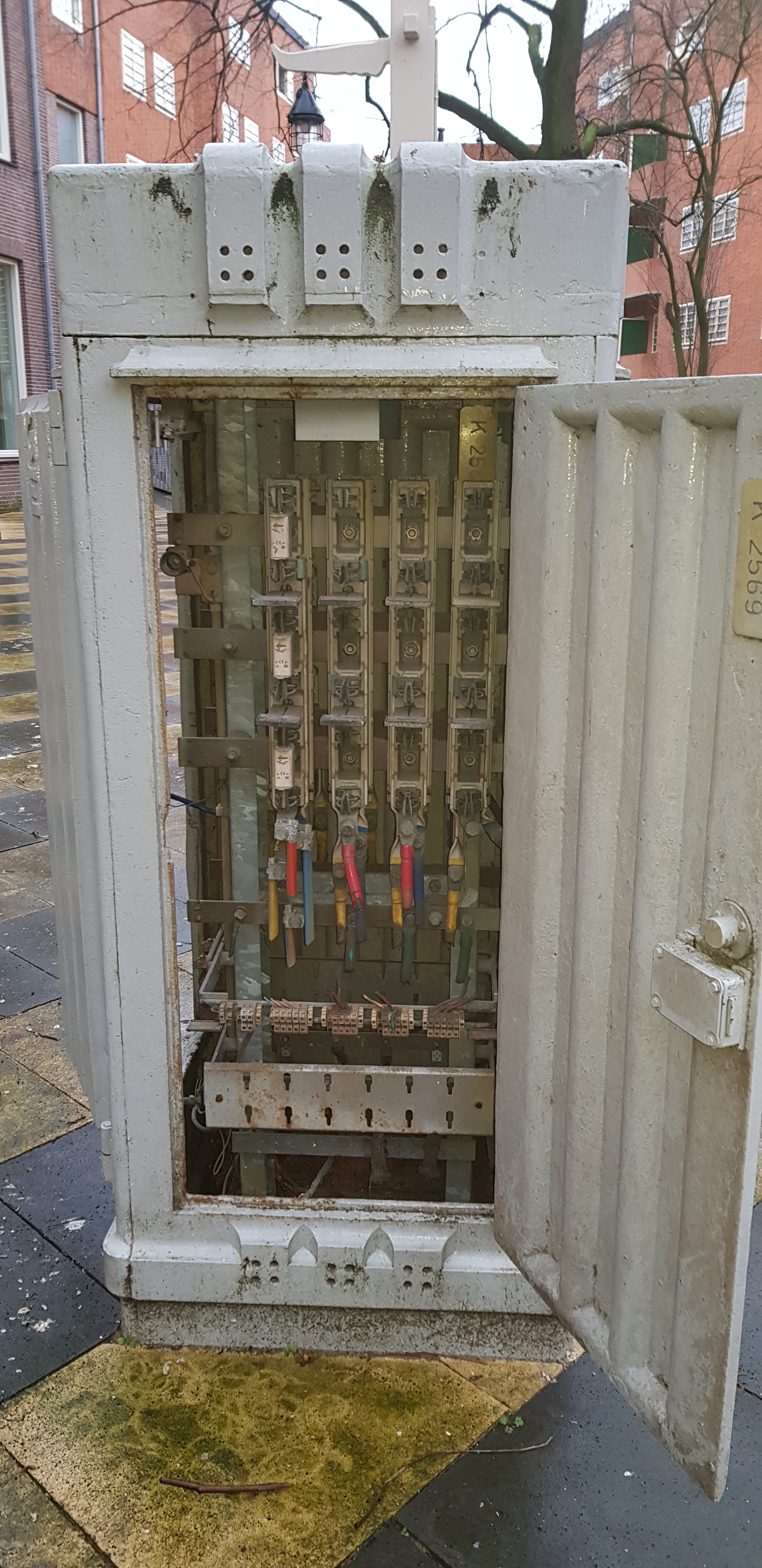
Open schakelkast

### Andere afbeeldingen

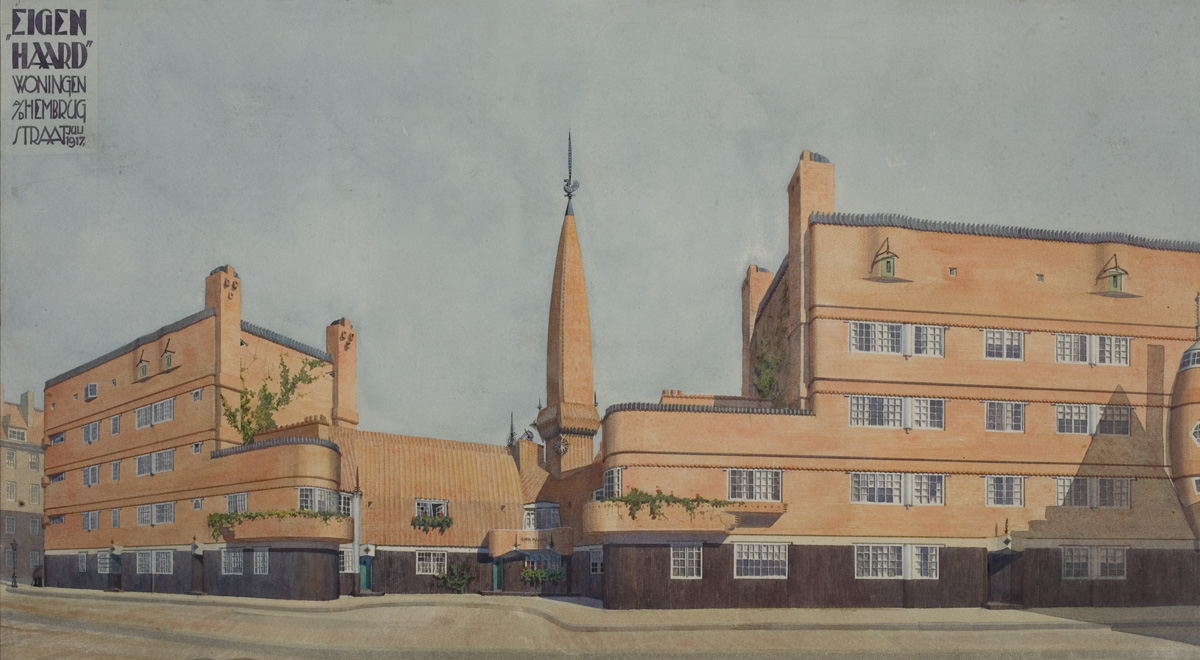
Ontwerptekening van Michel de Klerk van de zijde Hembrugstraat met het karakteristieke torentje.
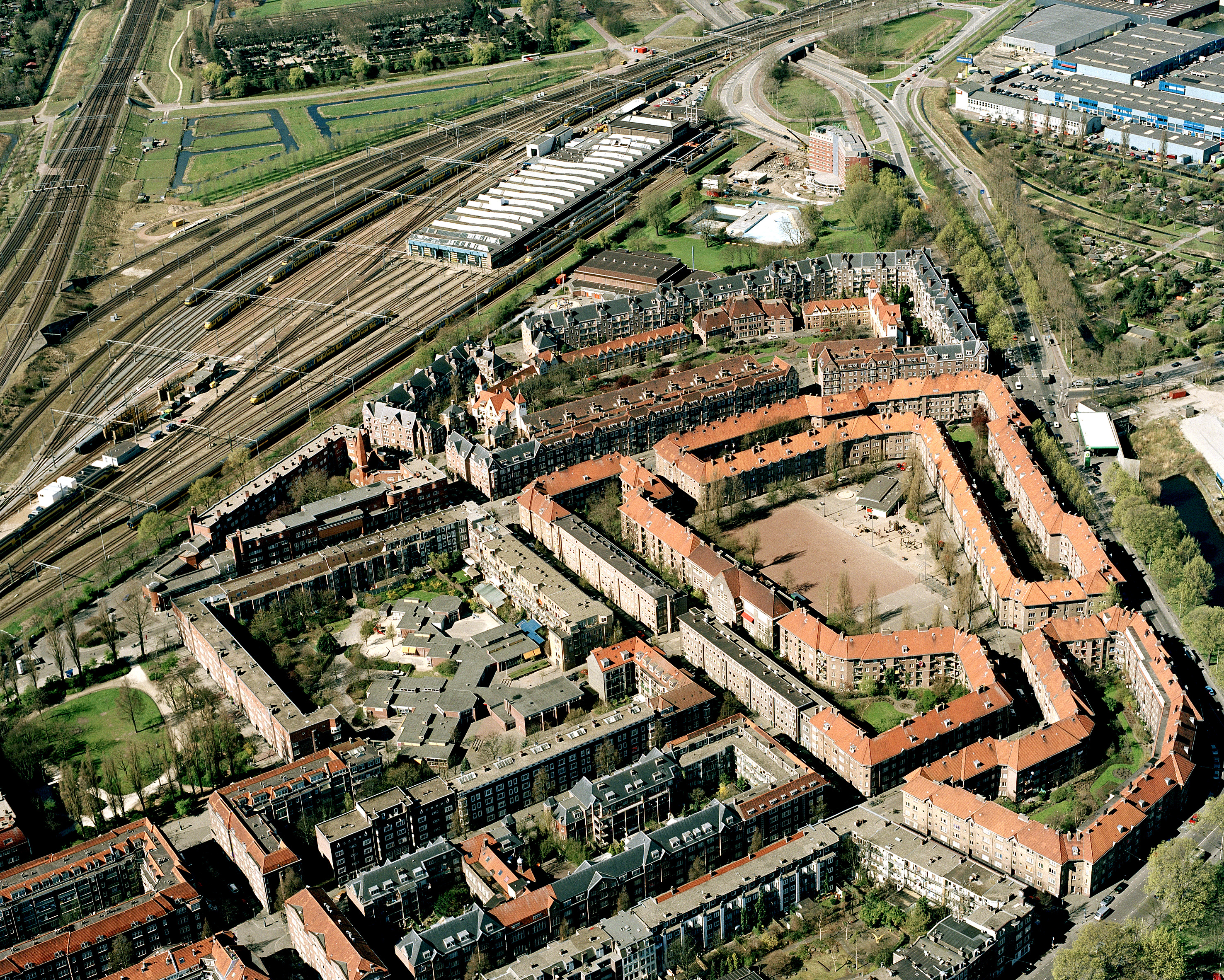
Luchtfoto van de Spaarndammerbuurt, met linksmidden het Schip.
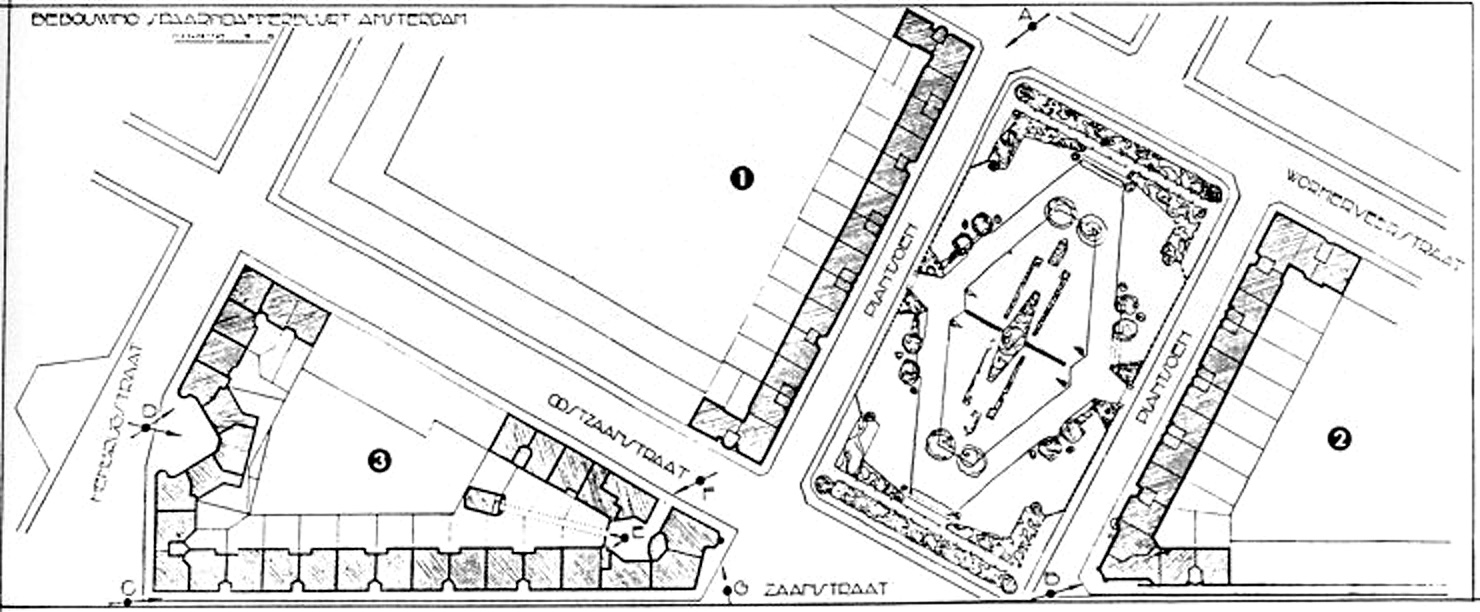
Kaart van het Spaarndammerplantsoen met de drie door Michel de Klerk ontworpen blokken. Linksonder het Schip.
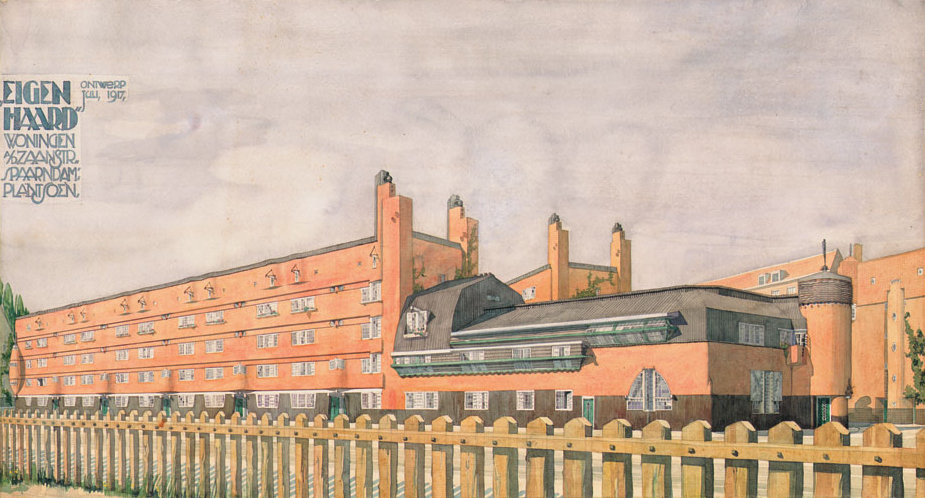
Ontwerptekening van Michel de Klerk gezien vanaf de Zaanstraat.